# Santoña
Santoña es una villa, y municipio, que se encuentra en la zona oriental de Cantabria (España), en la comarca de Trasmiera; está situada en la bahía de su nombre, al pie del monte Buciero. Dista unos 48 km de la capital autonómica, Santander. Santoña era conocida en la Edad Media con el nombre de Puerto o Puerto de Santoña, y así consta en muchos documentos.
El municipio está rodeado casi en su totalidad por el mar Cantábrico; limita al norte con la playa de Berria, al sur con la playa de San Martín, al este con el Monte de Santoña (monte Buciero) al oeste con los municipios de Argoños, Escalante y Bárcena de Cicero. En esta orientación se sitúan los puertos pesquero y deportivo y las marismas de Santoña, que junto con las de Victoria y Joyel constituyen la Reserva Natural de las Marismas de Santoña, Victoria y Joyel.
Su actividad económica se basa en una importante industria pesquera y conservera. Es una villa marinera que fue patria natal de Juan de la Cosa, con playas y marismas que la han convertido en un centro turístico de primer orden. Sus principales monumentos son la iglesia de Santa María del Puerto (siglo XIII, con una pila bautismal del siglo IX y un retablo mayor neogótico) y los palacios del marqués de Chiloeches y de los duques de Santoña. También se encuentra aquí el penal del Dueso. 

## Toponimia
El origen del topónimo es incierto. Según el estudio de algunos historiadores es anterior a la conquista romana, anterior al nombre de Portus que le dieron los romanos. El origen de la palabra podría ser celta, derivado de una gens de la tribu de los sanntones o sántonos (los sántonos, Santones o Santoni, Σάντονες, Σάντονοι, Σάντωνες), asentada en el suroeste de la Galia. La misma teoría aplican para la ciudad francesa de Saintonge.
Desde muy antiguo en los documentos que citan la zona se habla de Santoña refiriéndose al monte, mientras que el núcleo de población, que fue creciendo al amparo del primitivo cenobio, respondía al nombre de Puerto. También en época del conde castellano Sancho García se conoció el lugar como el peñate de Sancta Onia, en una desfiguración del topónimo. El conde proclamaba el peñate como una propiedad del abad y la abadesa del monasterio de Oña, al mismo tiempo que lo repoblaba con gentes que se dedicaban al comercio y a la pesca de la ballena.
En 1579, cuando el rey Felipe II firmó la Cédula Real para que pasara a ser villa de realengo, el escribano Diego de Puerta la inscribe con el nombre de Puerto de Santoña. Así viene llamándose y así se registra en el catastro del marqués de la Ensenada en 1753. Años más tarde, todavía en el siglo XVIII desapareció el nombre de Puerto, quedando tan solo el de Santoña.

## Geografía
El término municipal está situado al oriente de la costa de Cantabria. El litoral presenta grandes acantilados y suaves playas, con la añadidura de la ría, la bahía y las marismas.

### Hidrografía
Bahía de Santoña
Su origen geológico fue una depresión que evolucionó a causa de la acción diapírica; pero la progresiva erosión facilitó la entrada del mar hasta confundirse con la desembocadura del río Asón, que a su vez se transformó en la ría (ría de Treto) formando un estuario cuyos sedimentos de abundantes limos y materia orgánica formaron el ecosistema de la marisma santoñesa.
Playa de Berria y marismas

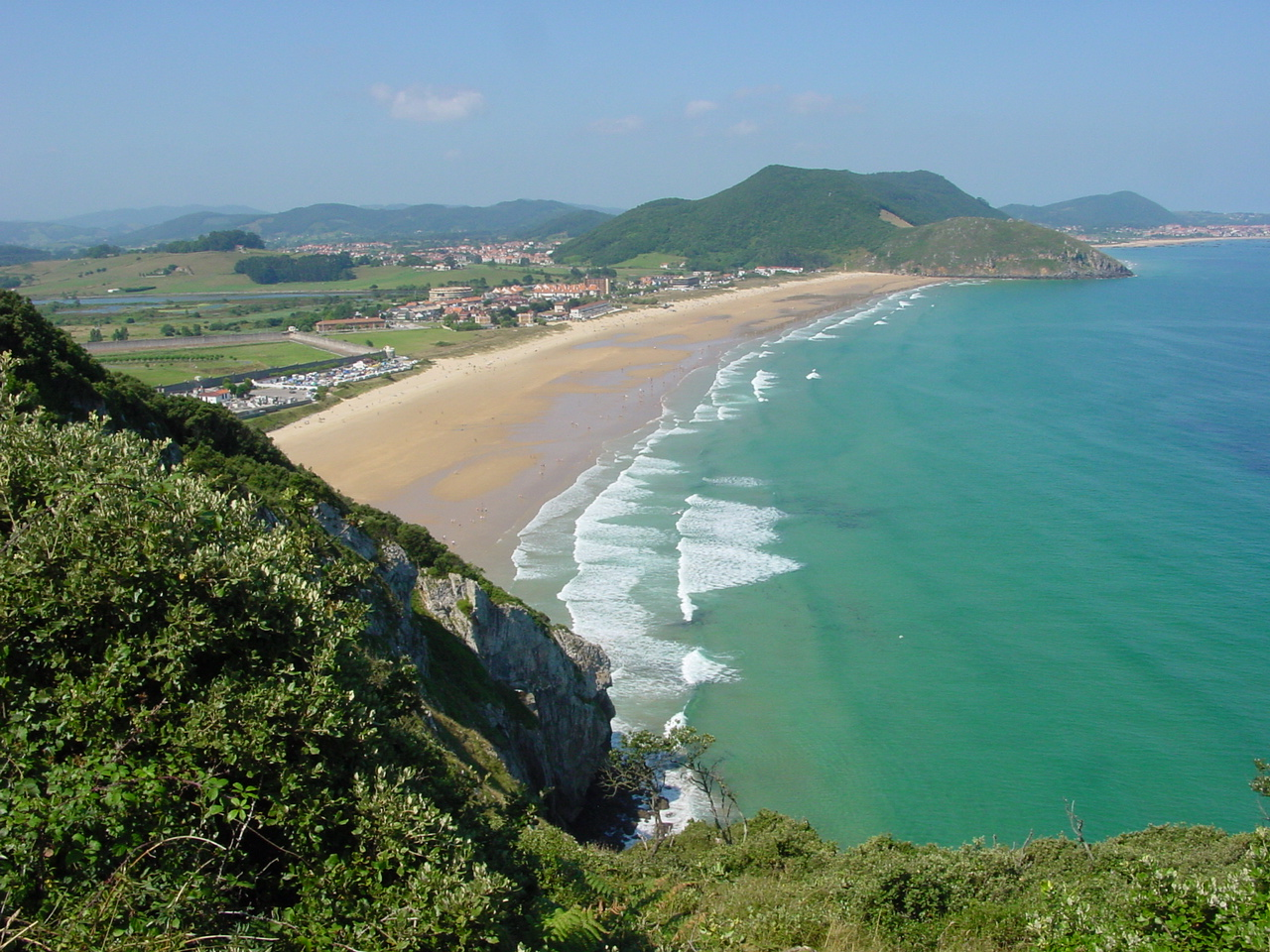
Playa de Berria vista desde el este con Argoños al fondo a la izquierda y Noja al fondo a la derecha

La playa de Berria se encuentra en el norte del municipio de Santoña. Se formó por los arrastres que depositaron dos corrientes de mar de dirección contraria, N-S y S-N. Santoña fue en la antigüedad casi una isla y sus aguas vertían por esta parte de la playa; luego se colmató la salida del agua por la acción de los vientos, formando un banco de arena y una línea de dunas con vegetación que fueron impidiendo el desagüe hacia el mar por la parte norte, dando lugar así un istmo, que son las actuales marismas. El canal que atraviesa las marismas, llamado canal de Boó, era el que efectuaba dicho desagüe.
Las marismas son de un gran valor ecológico, reserva natural y zona protegida. Son el resultado de un espacio donde se une el agua salada del mar Cantábrico y el agua dulce del río Asón en su desembocadura. Abarcan 6678 hectáreas en las que están comprendidos una parte de los municipios de Argoños, Arnuero, Bárcena de Cicero, Colindres, Escalante, Laredo, Limpias, Noja, Santoña y Voto. Este enclave singular, además de pródigo en fauna marina, es utilizado por las aves migratorias, procedentes del norte y el centro del continente, en su desplazamiento hacia tierras más cálidas. En este espacio natural se han observado, hasta la fecha, 121 especies de aves ligadas al medio acuático. Han sido declaradas como zona RAMSAR (4 de octubre de 1994) y zona de especial protección para las aves (ZEPA, «Marismas de Santoña, Victoria, Joyel y Ría de Ajo», ES0000143).

### Orografía
El monte de Santoña ocupa más de la mitad del municipio. En tiempos pasados sus laderas estaban roturadas con terrazas que se cultivaban como huertas. se aprovechaban para el cultivo. Cuando los cultivos dejaron de tener utilidad surgió la vegetación autóctona de sotobosque y matorrales y crecieron laureles, endrinos, avellanos, hayas, robles, encinas, acebos, madroños, además del brezo y la argoma que en Cantabria se llama escajo. La extensión a los pies del monte por su lado oeste constituye el municipio de Santoña.
Las alturas destacadas de este monte son:
- monte Buciero propiamente dicho, uno de los puntos más elevados del monte de Santoña, con 367 m. Con el nombre de esta elevación se ha generalizado vulgarmente todo el monte de Santoña;
- pico Ganzo, que pertenece al Buciero, con 376 m, donde está el vértice geodésico;
- monte de Berana, con 248 m; se encuentra a espaldas del fuerte de San Martín;
- monte Rabona, hacia el este, con 288 m;
- Atalaya, al norte de Rabona, con 314 m;
- punta del Águila, al norte del monte de Santoña, con 246 m.

La costa del monte de Santoña ha sido configurada por la acción erosiva del mar. A lo largo de esa costa, y siguiendo una ruta norte-este-sur, se encuentran los siguientes puntos:
- parte este de la playa de Berria, sobre la cual se alza el antiguo sitio militar llamado Batería de la Cueva;
- punta del Águila, lugar que se aprovechó para colocar la Batería del Águila;
- punta de El Pescador, donde se encuentra el faro norte llamado faro de El Pescador, que ha sido restaurado y abierto al público para su visita en julio de 2008 y que tiene una sala dedicada a pequeña exposición de pintura;
- ensenada del Arco;
- punta de la Mula;
- punta de El Caballo, donde se encuentra el faro del este, llamado faro del Caballo (al sur se encuentra la batería de San Felipe);
- La Merana;
- punta de El Fraile, que es una aguja caliza que se separa ligeramente del acantilado;
- ensenada conocida con el nombre de playa de la Redonda;
- punta de San Carlos, donde se construyó el fuerte de San Carlos;
- punta de Galbanes, con la batería de Galbanes;
- fuerte de San Martín, frente al cual termina la playa de San Martín, que ocupa todo el lado sur de Santoña.

La vegetación de los escarpados acantilados cambia según se encuentren más o menos cerca del mar; por eso se encuentra matorral bajo (brezos y tojos) en la parte alta, y vegetación adaptada a la salinidad en la baja, junto al mar.
La fauna ha sido desde siempre rica y variada. Hay mamíferos (zorro, tejón, comadreja), reptiles (lagarto verde, víbora), aves, tanto de tierra adentro como marinas (gaviotas, alcatraces, cormorán, espátulas, zarapitos, etc.).
La roca caliza erosionada por las corrientes de agua dio lugar a numerosas cavernas o cuevas y a torcas y dolinas. Estos abrigos fueron muy atractivos para los hombres prehistóricos, que dejaron en ellos huella de su paso, ampliamente estudiada por especialistas con la ayuda y soporte de la Universidad de Cantabria. Son varias las cuevas descubiertas y estudiadas.
En el límite oeste del municipio se encuentra otro monte, llamado el Brusco, de una altitud de 250 m s. n. m. y, hacia el suroeste, el monte Montehano, ya en el municipio de Escalante, donde está el convento de San Sebastián de Hano. En este convento están sepultados los restos de Bárbara Blomberg, madre de Juan de Austria.

### Núcleos de población
El municipio de Santoña está formado por tres núcleos de población: Santoña, El Dueso y Piedrahíta. El Dueso y Piedrahíta son dos barrios mientras que Santoña forma el núcleo principal. En la Edad Media el poblamiento principal de Santoña estaba compuesto por barrios próximos unos de otros y unidos por una serie de caminos que iban a dar a la calzada principal. La calzada empezaba en la iglesia de Nuestra Señora del Puerto y llegaba hasta las afueras del término municipal. Estos núcleos urbanos están situados al pie de la gran elevación que hay al este, conocida como Monte de Santoña.

## Historia

### Prehistoria
La bahía de Santoña estuvo habitada por el hombre desde el Paleolítico Superior, según indican los yacimientos encontrados en el monte santoñés, estudiados minuciosamente en los últimos años del siglo XX. Se han hallado utensilios sobre soporte de piedra y arte rupestre en las cuevas del Perro y de San Carlos.

### Romanización
La romanización se llevó a cabo en Santoña a la par que en toda la costa cántabra. Según se menciona en las fuentes clásicas, este lugar pudo ser Portus Vereasueca, Portus Blendium o Portus Victoriae, no sabiendo hasta la fecha cuál era exactamente. Por las excavaciones hechas en la zona de la iglesia y por el nivel romano sellado encontrado, con la suma de restos de cerámica de gran valor y monedas, se sabe que hubo un asentamiento importante en la segunda mitad del siglo I, sin duda al amparo de las actividades del puerto desde el que se comerciaba con el sur de la Galia.

### Edad Media
En la Alta Edad Media, Santoña tendría un núcleo de población muy probablemente alrededor de un primitivo cenobio. Cuando este núcleo entró realmente en la historia fue en 1038, con la intervención del abad Paterno que restauró el monasterio, reorganizó la comunidad religiosa y llevó a cabo una intensa tarea de repoblación. Así fue como aumentó el número de habitantes, se levantaron casas, se cultivó la tierra y comenzó para Santoña la verdadera vida como población. Muchos historiadores consideran al abad Paterno como el verdadero fundador de Santoña. Los problemas que el abad pudo tener para llevar a cabo tal empresa, al carecer el asentamiento de reconocimiento, fueron subsanados por el rey García de Nájera, quien otorgó un fuero llamado "Privilegio Viejo de Santoña", con fecha de 1074, que hizo de Santa María de Puerto un abadengo, cuyo señor sería el abad y sus sucesores, otorgándole los correspondientes derechos como señorío abacial: posesiones del monasterio, inmunidad jurisdiccional, refugio y franquicias de comercio y plaza de mercado.

### Obispado de Nájera
Desde la época de los reyes asturianos, las comarcas cántabras de Liébana, Asturias de Santillana, Campoo y Trasmiera pertenecían al reino de Asturias. Después fueron patrimonio de los condes de Castilla y de los reyes de Navarra. 
La esposa del rey de Navarra Sancho III el Mayor (también conocido como Sancho Garcés III de Pamplona), Muniadona de Castilla, hermana del asesinado conde García Sánchez de Castilla heredó el condado de Castilla. Sancho tomó el control de dicho condado y de las comarcas cántabras aquí citadas. A su muerte repartió el reino entre sus hijos, con el consiguiente enfrentamiento entre García de Navarra (o de Pamplona) y Fernando de Castilla. García Sánchez III de Pamplona (conocido también como García Sánchez el de Nájera), estableció el obispado de Nájera, incluyendo en ese obispado algunas zonas de la Castilla condal, entre otras el abadengo de Puerto, que pasó a depender del monasterio de Santa María la Real de Nájera.
La historia sigue con Fernando I de Castilla, que al vencer en la batalla de Atapuerca a su hermano García el de Nájera, incorporó a su corona los territorios cántabros anexionados anteriormente a Navarra, con excepción de Trasmiera, por lo que Puerto, que pertenecía a Trasmiera, siguió estando sujeto a Nájera. El sucesor de Fernando I en el reino de Castilla fue su hijo Sancho II de Castilla. Este rey recobró el territorio de Trasmiera y desde ese momento el monasterio de Puerto dejó de pertenecer a Nájera, hasta que Sancho III de Castilla lo cedió de nuevo en 1158 a Raimundo, abad de Santa María la Real de Nájera.

### Independencia de Nájera y estatus de villa Real
Las relaciones entre Puerto y Nájera no fueron nunca muy amistosas. Tanto la nobleza santoñesa como el abad del monasterio hicieron todo lo posible por romper el vínculo de unión. En el siglo XV se elevó una petición al respecto a los Reyes Católicos, que fue desestimada. En el reinado de Felipe II, el monasterio de Santoña consiguió la independencia del de Nájera, así como el estatus de villa Real.
Durante toda la Edad Media, las ciudades, villas o núcleos de población regidos e integrados por monasterios eran lugares eclesiásticos y deudores de dichos abadengos, es decir, todas las ventas y derechos recaían sobre el monasterio. Así era la costumbre y así eran las leyes hasta el reinado de Felipe II. Ese rey tuvo necesidad en un momento dado de sanear la Hacienda y uno de los medios para este fin fue la enajenación de villas y lugares eclesiásticos, para lo cual tuvo que pedir el visto bueno al papa Gregorio XIII, quien otorgó el permiso enviando un breve apostólico el 6 de abril de 1574. En ese documento se daba permiso para que la enajenación pudiera tener lugar sin el consentimiento de los abades.
Según la ley vigente, el Concejo y los vecinos de los lugares en venta o enajenación tenían el derecho de comprar a su vez la Jurisdicción Real y eso fue lo que hizo el Concejo de Santoña, que siguiendo esas normas y reuniendo el dinero necesario, consiguió que se llevara a cabo el asiento de venta el 20 de mayo de 1579, entre Santoña y la Corona, representando al Concejo Pedro Solórzano y Juan del Castillo, que entregó a la Corona 16 000 maravedís por cada uno de sus vecinos, tanto del núcleo de la población como de los barrios y aldeas, pagando además una buena cantidad al monasterio de Nájera, que desde ese momento dejaba de tener poder sobre el abadengo de Santa María de Puerto. El 4 de junio de 1579, Felipe II firmó la Cédula Real, tras lo cual Santoña quedó incorporada a la Corona como Villa Real. Tomó posesión de la Jurisdicción en nombre del rey, Gonzalo de Salamanca.
Después de las firmas, el escribano Juan del Castillo y el comisario del rey Gonzalo de Salamanca, convocaron al Concejo para su constitución en villa. Hubo una sesión especial en la que se celebró una ceremonia de reconocimiento del rey como señor de la villa, además de hacerse los repartos y nombramientos de varios justicias, oficios públicos, etc. El Concejo tomó posesión de los barrios de El Dueso, Piedrahíta, Margotedo y Fuentecilla. El pregonero lanzó la noticia de que Santoña era, a partir de ese, día Villa Real, advirtiendo además que ya no había que abonar rentas a Nájera.
Transcurrieron así 36 años pero, por una mala economía y las muchas deudas contraídas, la villa de Santoña se vio en la necesidad de vender y enajenar de nuevo la Jurisdicción, no sin gran oposición de un gran número de vecinos, cuyo optimismo les llevaba a creer que podrían superar la crisis. Compró la Jurisdicción el duque de Lerma, que pudo sacar de apuros a sus habitantes durante 90 años.

### Edad Moderna
En la Edad Moderna, Santoña participó con hombres y con naves en la hazaña del Descubrimiento de América. Juan de la Cosa (del linaje santoñés de la Cosa) tomó parte activa en ese acontecimiento, siendo el maestre de su propia nao Santa María (o Marigalante según algunos autores) acompañado de otros 3 lugareños.

### SigloXVII
En agosto de 1639 tuvo lugar la batalla de la Bahía de Santoña. Entre el 14 y 27 de agosto tuvo lugar una exitosa invasión naval francesa en el transcurso de la guerra franco-española. La escuadra francesa, al mando del Arzobispo de Burdeos, Henri d'Escoubleau de Sourdis, que estaba formada por 189 navíos con el apoyo de 12 000 hombres, saqueó y arrasó las villas de Santoña y de Laredo, apoderándose de un galeón real español nuevo totalmente equipado y provocando la destrucción de un segundo (el Nuestra Señora de la Concepción) por su propia tripulación para evitar su captura.

### SigloXVIII
En el siglo XVIII y bajo el reinado de Felipe V, la villa volvió a comprar la Jurisdicción Real por el importe de 12 000 ducados. El 10 de septiembre de 1705, el rey otorgó una Real Facultad (norma dictada por el rey o su Cámara para disponer sobre los bienes, inferior en rango a la Real Cédula) por la que de nuevo Santoña era Villa Real, con todos los beneficios que ello pudiera llevar.

### SigloXIX
En 1812 la guerra se vuelve contra los franceses, que inician el repliegue. En Cantabria los franceses se acantonan en Santoña, cuyo carácter casi insular y construcciones defensivas la convertían en un baluarte inexpugnable. Se produce la retirada francesa el 28 de mayo de 1814, finalizada ya la guerra (hecho que llevó a denominarla la “Gibraltar del Cantábrico”), rindiendo la plaza a los españoles.
La invasión de los Cien Mil Hijos de San Luis (1823). La plaza de Santoña fue un punto estratégico para las tropas francesas del duque de Angulema. La guarnición santoñesa, afín al gobierno de las Cortes, mantuvo una férrea defensa frente a las tropas francesas del general Schaeffer, apoyadas por una fuerza realista al mando del general Quesada. Desde abril hasta septiembre, la plaza estuvo defendida por Rafael Hore, gobernador militar, al mando de una guarnición de unos 2.000 hombres pertenecientes a diferentes unidades: Regimiento de Sevilla, Regimiento de Granada, Milicias de Ávila, de Laredo, etc. La capitulación se firmó en Argoños el 11 de septiembre de 1823 y los franceses ocuparon la plaza el 26 del mismo mes, permaneciendo en ella hasta el mes de abril de 1825, en el que fueron remplazados por tropas españolas.

### SigloXX
En el siglo XX, durante la guerra civil española, fue escenario de un hecho que llegaría a alcanzar gran trascendencia política e ideológica: la rendición de los batallones nacionalistas vascos en el denominado pacto de Santoña (1937).

### Prensa local. Finales delsigloXIXy principios del XX
Desde fines del siglo XIX Santoña tuvo su propio periódico, El Eco de Santoña, en el que se reseñaban la vida y acontecimientos del pueblo. Se estrenó el 10 de diciembre de 1891, siendo su propietario y director José Bravo. Salía cada tres meses y colaboraban en él Emilio Pascual y Luis, hijo de José Bravo. Los primeros dos años la publicación salió de la imprenta de A. Quesada en Santander. Cuando en Santoña se inauguró la primera imprenta —el 5 de junio de 1892—, cuyo propietario era Ricardo Meléndez, salió un número extraordinario del periódico.
En 1894 Fernando Bravo Moreno compró El Eco, haciendo equipo con Emiliano Pascual Rodríguez y su hijo Luis Pascual Ruiz. Tras un paréntesis de inactividad el periódico reapareció el 9 de agosto de 1906 bajo la dirección de Ricardo Meléndez, el propietario de la imprenta de Santander. En esta segunda época se convirtió en Semanario de intereses locales, en competencia con el nuevo periódico El Avisador con el que mantuvo algunas diferencias. Dejó de existir el 9 de mayo de 1912.
El Avisador se anunciaba como semanario de intereses de Santoña y su comarca y empezó a editar el 19 de mayo de 1895. Su director y propietario era Fermín Hernández. Uno de sus redactores fue Anselmo Ortiz Dou, que escribía con el pseudónimo de Sancho Abarca. Su información se basaba sobre todo en los intereses de los pescadores. En 1903 apoyó la campaña del duque de Santoña que se presentaba a diputado por el distrito de Castro Urdiales.
Hubo otros periódicos de corta vida, llamados:
- La Voz Montañesa
- La Voz del Pueblo
- El noticiero santoñés
- Portus Victoriae

### El amerizaje de Lindbergh en 1933
A las 4 de la tarde del 11 de noviembre de 1933 amerizó en la bahía de Santoña el aviador estadounidense Charles Augustus Lindbergh. El aviador y su esposa Anne Spencer Morrow estaban realizando una vuelta al mundo en su hidroplano Albatros. Ese mismo día habían salido del lago de Constanza, entre Suiza y Alemania, con el propósito de llegar hasta Lisboa, pero las condiciones atmosféricas forzaron al piloto a pedir ayuda y permiso para un amerizaje forzoso, para lo que se puso en contacto con el embajador americano en Madrid. Este a su vez pidió permiso al Gobierno español para que Lindbergh pudiera amerizar en cualquier punto del Cantábrico. Fue así como el piloto llegó a la bahía de Santoña ante el asombro de la gente que en ese momento paseaba por el Pasaje. El marinero Zoilo Fernández se acercó con su lancha al hidroplano y trasladó a Lindbergh a tierra. 

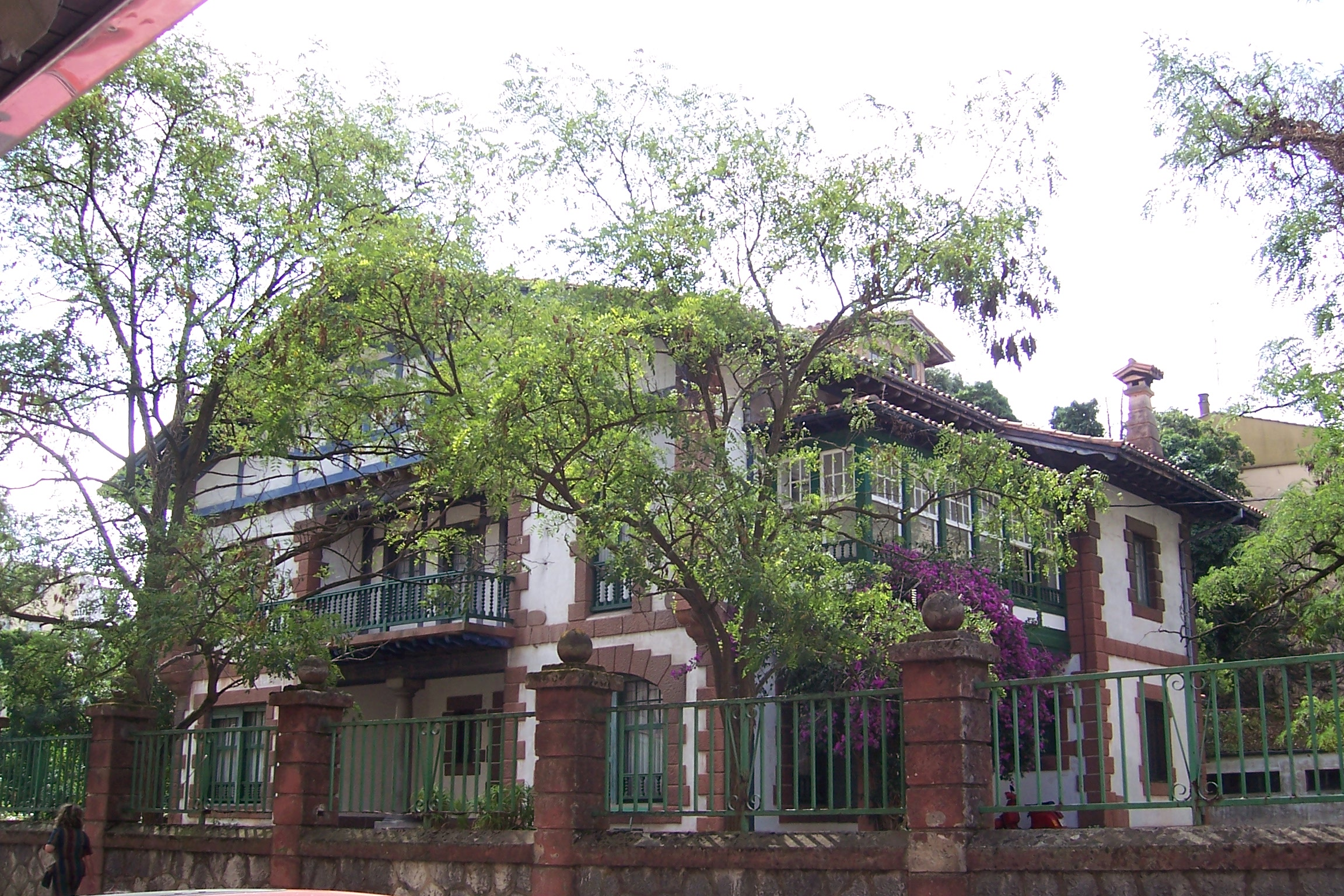
Casa de la familia Albo en Santoña

Fue conducido a la cercana fábrica de Albo, donde se encontraba Roberto González de Córdoba que hablaba inglés y podría servir de intérprete. Venancio Albo se prestó a ser su anfitrión ofreciendo su casona edificada en la calle de Alfonso XII. Tras estas gestiones se dirigieron de nuevo al Albatros, donde esperaba la esposa de Lindbergh con el equipaje. Después de hacer las oportunas maniobras para dejar el hidroplano bien amarrado en lugar seguro y bajo la vigilancia del Cuerpo de Carabineros, volvieron a tierra. Por la noche se desató una galerna y el ancla del hidroplano garreó, por lo que Lindbergh tuvo que ocuparse nuevamente del aparato y asegurarlo con la ayuda de dos marineros, mientras voluntarios alumbraban la faena con los faros de sus automóviles.
Al día siguiente, domingo, a las 12 de la mañana, Lindbergh y su esposa acompañados de la familia Albo se dirigieron al Ayuntamiento, recibiendo a su llegada una fuerte ovación de casi todo el pueblo que había acudido a la plaza, recordando como años antes, con el Spirit of St. Louis, Lindbergh había realizado la primera travesía del Atlántico en solitario y sin escalas, entre Nueva York y París. Fue todo un acontecimiento. Fueron recibidos por todas las personalidades de Santoña, militares y civiles, y asistieron en el salón de sesiones a un ágape que, según las cuentas registradas en los archivos del Ayuntamiento, fue un gasto extra que el municipio tardó un año en poder pagar. A continuación fueron acompañados en una visita turística.
Por parte del Gobierno y altos cargos de la Aeronáutica Militar Española, recibió Lindbergh telegramas y cartas de simpatía y ofrecimientos constantes de ayuda. El lunes 13 de noviembre, Lindbergh y su hidroavión ya estaban preparados para emprender el vuelo. El pueblo santoñés en pleno acudió a la despedida. A las 10:50 el Albatros, tras hacer unas evoluciones para calentar motores, emprendió el vuelo rumbo a Lisboa. Hizo un alto en el río Miño, cerca de Tuy, desde donde mandó un telegrama a la familia Albo. El día 17, reunido el Ayuntamiento de Santoña en sesión plenaria, fue leída (traducida) por el alcalde Gumersindo Valle la nota de agradecimiento que el aviador había dejado:

Apreciable señor alcalde: Antes de abandonar Santoña, deseamos expresarle nuestra gratitud por las grandes atenciones y la hospitalidad que hemos recibido en esta villa. Hemos encontrado el puerto en condiciones excelentes para amerizar en la oscuridad que estaba ya encima. Queremos agradecer a usted y al vecindario de Santoña la gratitud y hospitalidad dispensadas, muy particularmente por el auxilio que encontramos, a nuestra llegada durante la tempestad. Afectuosamente Charles A. Lindbergh.

### Travesía aérea de Ramón Franco
El domingo 8 de julio de 1934, a las 10:30 de la mañana, amerizaba en la bahía de Santoña la escuadrilla n.º 6 de hidros, que tenía su base en Los Alcázares (mar Menor, Murcia), bajo el mando del comandante Ramón Franco, el primer español en realizar la travesía aérea del Atlántico sur. A la escuadrilla le acompañaba la Patrulla del Grupo n.º 10 del Atalayón de Melilla. Estaban realizando un viaje de reconocimiento por la costa española con el propósito de estudiarla para fines militares. La escuadrilla fue recibida por las autoridades civiles y militares, organizando actos festivos y homenajes en los que participó todo el pueblo.
La escuadrilla levantó el vuelo el miércoles 11, en marea baja y con viento racheado del sureste, lo que dificultó el despegue. La despedida fue multitudinaria y la gente disfrutó con las evoluciones artísticas con que les regalaron los pilotos en el aire antes de partir. El periódico de la villa había escrito esta reseña:

La operación de amerizaje se realizó con entera normalidad, quedando demostradas las excelentes condiciones de nuestra bahía como base de refugio de los aparatos aviatorios.

## Economía
La población del municipio se dedica al sector primario, a la construcción, a la industria y al sector terciario. Destaca su puerto pesquero, que es uno de los más importantes de Cantabria. Es el principal motor de la economía de Santoña y alrededor de él se han desarrollado a lo largo de la historia las industrias conserveras más importantes de la costa cantábrica.

### La industria conservera

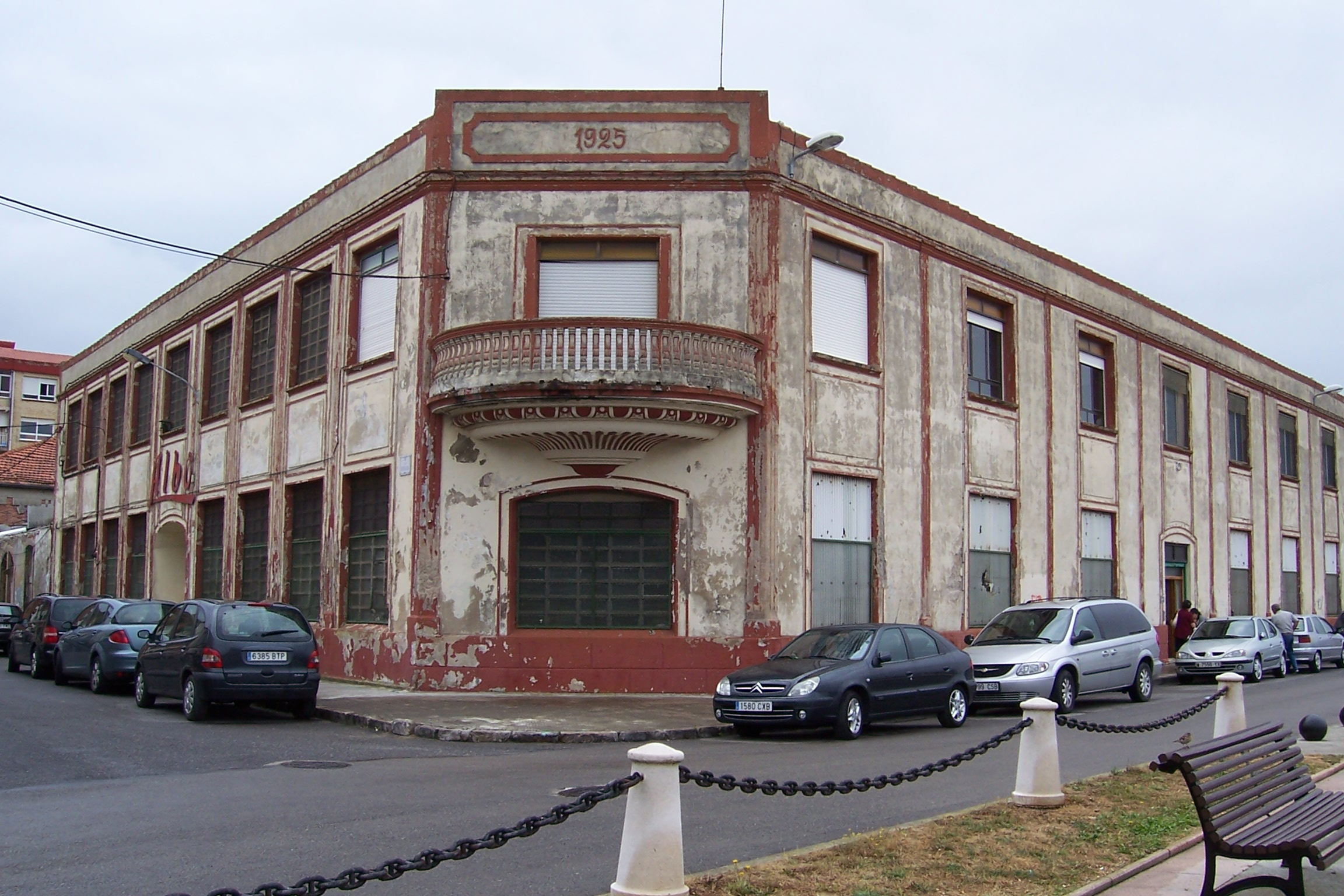
Antigua fábrica de conservas de Albo. 1925

A partir de los últimos 20 años del siglo XIX comenzó una época de transformación y desarrollo en el sector industrial y pesquero que continuó durante los 30 o 40 primeros años del siglo XX. Este desarrollo se debió a una serie de circunstancias favorables, como las adecuadas infraestructuras conseguidas en el puerto, la llegada de industriales y salazoneros italianos y la desgravación del impuesto sobre la sal a partir de 1869.
Durante esos años el puerto de Santoña estuvo considerado como el principal puerto pesquero conservero y salazonero, aunque todavía no había entrado la industria de la anchoa fileteada y conservada en aceite. Paulatinamente fueron tomando importancia las empresas de salazón y conserva mientras que las de escabechado mostraban un franco retroceso, aunque hubo fábricas que continuaron con ese sistema a la vez que con la salazón y conserva. La salazón, tanto de marcas italianas como españolas, se exportaba a Italia por vía marítima: Génova, Nápoles y Livorno.
Tanto las fábricas como las viviendas de los conserveros fueron apareciendo en la zona destinada para esa industria, delimitada por una línea que iría desde la dársena de la calle de Juan de la Cosa, por Rentería Reyes, Ribera (hoy Juan José Ruano), Abad Paterno hacia el norte hasta llegar a la calle de La Verde. La calle llamada de la Ribera fue emplazamiento de bastantes fábricas, tanto en el pasado como a mediados del siglo XX. Uno de los conserveros que tuvo allí su factoría fue Vella que levantó en 1910 un gran edificio con fábrica, oficinas y vivienda. Otro conservero importante de esa calle fue Germán Bravo, en 1882, proveedor de la Real Casa y que obtuvo premios en varias exposiciones. Después de la guerra civil española tuvo su fábrica en esa misma calle, haciendo esquina con la plaza de Abastos, el conservero de anchoas en aceite Juan Collado, cuya producción era prácticamente exportada al extranjero. En el solar de la fábrica se encuentra hoy un supermercado.

### Fabricantes italianos

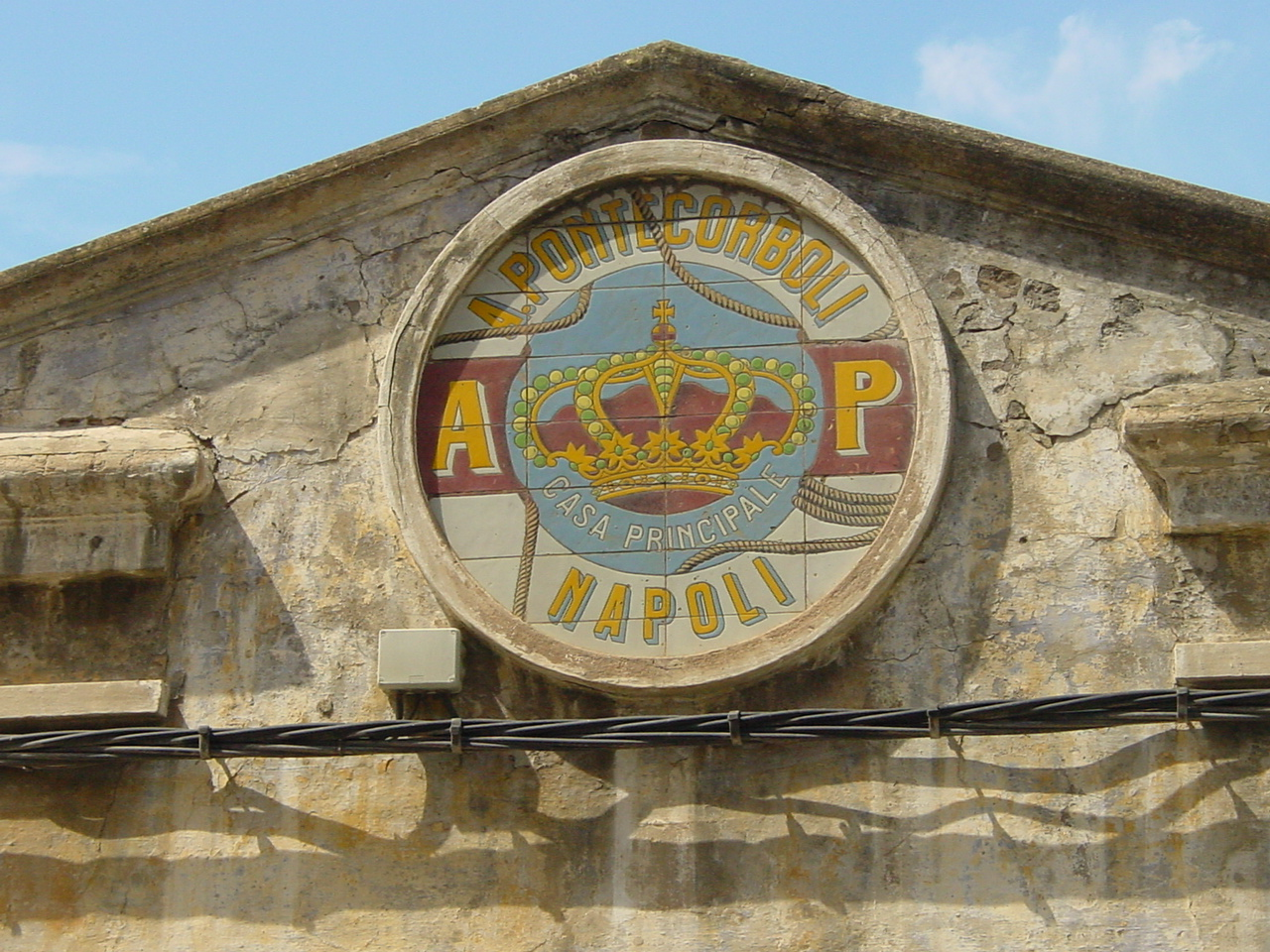
Logotipo de una de las fábricas de italianos afincados en Santoña

Uno de los primeros salazoneros en llegar a Santoña fue Giovanni Vella Scatagliota, trabajador de la empresa italiana Angelo Parodi fu Bartolomeo, en 1868. Al principio los italianos eran asentadores que compraban la salazón y otras conservas elaboradas por los santoñeses, como fue el caso de Angelo Parodi que poseía una gran flota. Fue muy importante la intervención de comerciantes catalanes que, actuando como delegados, dieron lugar a las relaciones con empresas italianas para compras y otras gestiones.
Años más tarde llegaron salatoris y profesionales procedentes de distintas ciudades sicilianas, como Palermo, Porticello, Terrasini, Sant'Elia, Catania o Trápani. Al principio esos salazoneros llegaba solo a la temporada de la costera del bocarte para regresar a su tierra después de terminada la labor del salazón y conserva. Pero poco a poco se fueron afincando en Santoña y reclamando a su familia, formando así una colonia de italianos que supo integrarse con toda normalidad en el pueblo, hasta tal punto que la generación siguiente ya fue considerada santoñesa realizándose matrimonios entre unos y otros. En Santoña, en el siglo XXI hay bastantes descendientes de aquellos italianos pioneros de la salazón, manteniéndose así apellidos como Vella, Cefalú, Oliveri, Orlando, Brambilla y tantos otros. Desde 1900 a 1936 llegaron a ser 42 los industriales italianos.

### La industria de la anchoa

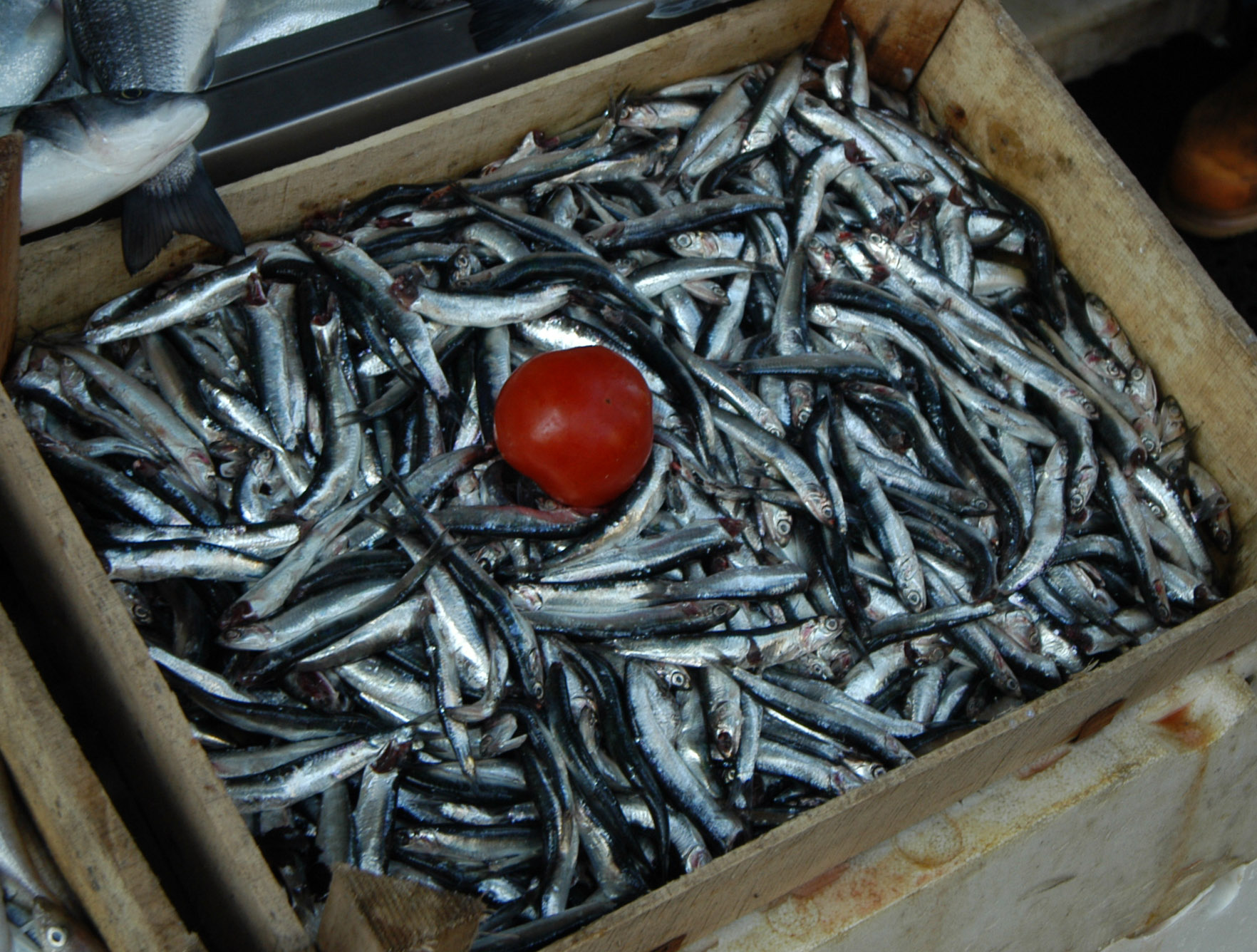
Cajón de madera con la pesca de anchoa

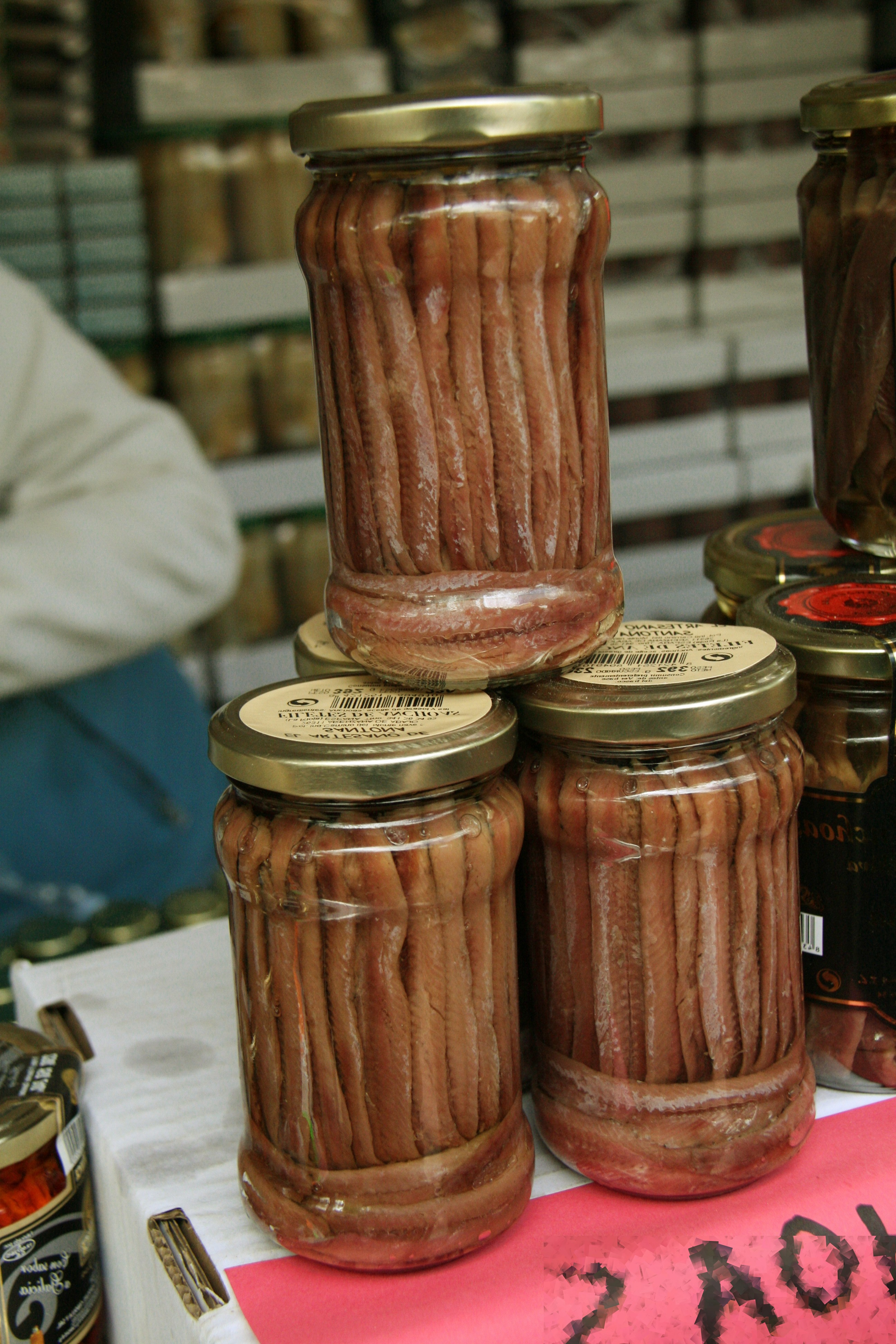
Anchoas en frascos de cristal

La salazón es una técnica de semiconserva, y por tanto perecedera. La salazón de la anchoa puede almacenarse y esperar su salida pero no por mucho tiempo. A finales del siglo XIX y principios del XX, las anchoas se vendían en salazón a la industria de la hostelería y a los restaurantes de Italia, donde procedían a la segunda elaboración que consistía en limpiarlas y sobarlas, añadiendo una cobertura de aceite o de algún otro producto. De esta manera se presentaban al consumidor. La Primera Guerra Mundial afectó al transporte marítimo y con ello a las exportaciones, repercutiendo en el almacenaje de la salazón. Se corría el peligro de perder las grandes producciones y era necesario buscar una solución. La respuesta vino dada por el salazonero y pionero Giovanni Vella Scatagliota, oriundo de Trapani en Sicilia. Este profesional ideó en 1915 la solución de preparar los filetes de anchoa en la propia fábrica, sobándolos y dándolos un cubrimiento, primero con mantequilla y pasado el tiempo, con aceite de oliva, tal y como se presentaban para el consumo. Con este doble trabajo, primero salazón y luego preparación y soba de la anchoa, se podía tener listo el producto sin miedo a que se echase a perder en los barriles en que se exportaban.
Para llevar a cabo la manufactura del filete de anchoa in situ, Vella tuvo que replanter su fábrica, además de ampliar el periodo laboral, lo que supuso un gran avance en la economía de las gentes trabajadoras, que se vieron con unos contratos anuales en lugar de temporales. Tras el periodo de salazón venía el de preparación y soba de los filetes y después el enlatado, clasificación, etc. La idea cundió pronto y muchas de las fábricas santoñesas dejaron de ser solamente de salazón para evolucionar añadiendo el proceso del fileteado en aceite. Una vez elaboradas así las anchoas se exportaban al ramo de hostelería de toda Europa y de Estados Unidos. El consumo nacional llegó años más tarde.
A partir de la década de 1950 se extendió en España el consumo del filete de anchoa en aceite. La mayor expansión se dio entre los años 1960 y 1970, siendo por entonces Cantabria, y en especial Santoña, la principal región exportadora de la anchoa en salazón y en aceite. Contribuyeron a este auge las buenas costeras que se dieron en esos años. Además de las grandes fábricas aparecieron las llamadas fabriquines, pequeñas industrias familiares que aparecían y desaparecían según las situaciones. En 1960 aparecieron 118 de estas fabriquines, 28 de las cuales pertenecían a súbditos italianos.
A partir de 1970 se empezó a encarecer la anchoa, decreciendo el mercado de hostelería y los fabricantes lanzaron su producto al consumo directo de compradores particulares, en pequeños formatos que tuvieron gran éxito. Pero los problemas internacionales de limitaciones en las capturas, los problemas nacionales de salarios, costo de los materiales, etc., dieron lugar a una etapa de decadencia.
En los años 1990 el sector conservero afrontó la crisis con grandes esfuerzos y con la ayuda y subvenciones de la Administración y del Gobierno de Cantabria, haciendo inversiones en la construcción de nuevas fábricas con mejores instalaciones. Esas nuevas fábricas se levantaron en el polígono industrial fuera del casco urbano tomando parte en la Asociación de Fabricantes.
Al comenzar el siglo XXI se manifestó la crisis de la costera, dando lugar a la importación de anchoa proveniente de otros mares. La producción del filete de anchoa presentada en formatos de diferente calibre fue, en esos primeros años del siglo XXI, un gran éxito comercial, pese a todas las vicisitudes por las pasó y pasa el gremio.La última empresa en establecerse en 2021 ha sido Conservas 5Ñ de Santoña (www.5nconservas.es)

### Puerto
El puerto de Santoña —diques, muelles, pantalanes, atraques, etc.— ha ido configurándose desde el siglo XIX hasta el día de hoy. La base de toda esta infraestructura hay que buscarla en las primeras obras de cimentación de los diques erigidos por el Gobierno, con la participación económica del Ministerio de Marina y del Ministerio de Guerra, y en el proyecto militar de construir una escollera en la playa sur (del Pasaje). La infraestructura creada con fuertes inversiones por el Gobierno en general y los militares en particular —dársena, escolleras, terrenos para la expansión de la población, extracción de piedra y puesta a punto desde las canteras— dio como resultado un puerto con unas características especiales que le hacen ser uno de los puertos pesqueros más importantes de la costa cantábrica.

#### Los astilleros del Encinar
Desde la Baja Edad Media se construían en Santoña embarcaciones destinadas a la pesca y al tráfico comercial. Esa actividad fue creciendo durante los siglos XV y XVI, y con ella, la demanda de barcos. En el siglo XVII hubo un aumento de la actividad de los astilleros como consecuencia de la construcción de galeones para la Armada Española que tenía lugar en Colindres. Esos galeones eran conducidos por la ría hasta llegar a Santoña donde se les aparejaba finalmente para la navegación. Los carpinteros de ribera (aquellos que se dedican a hacer trabajos de carpintería en los astilleros) santoñeses tenían fama por su buen hacer y eran requeridos y muy apreciados. Su fama se estableció a lo largo de los siglos XVI y XVII. Junto a ellos había todo un grupo de especialistas relacionados con el trabajo de terminación y puesta a punto de los galeones.
Los astilleros destinados a esos menesteres estaban situados en el arenal de la ribera sur, lo que hoy es el Pasaje. Tomó el nombre de El Encinar por la plantación de encinas que servían de protección a la zona.
En los años 1717-1718 Santoña vivió tiempos muy prósperos al establecerse en la villa un Real Astillero con el proyecto de construir 15 navíos para la Armada de Felipe V. Con ese motivo se empezaron las obras de unos diques permanentes, bajo la supervisión de los comisionados reales Pedro Boyer y Cipriano Autrán. Mientras se llevaba a cabo la obra con bastante prisa, en el astillero de El Encinar estaban construyendo los navíos, los mismos que fueron quemados por la expedición anglo-francesa en su incursión de 1719 al mando del caballero Quire (o Guiry). Quemaron también el material almacenado para la construcción de otros 7 barcos y se llevaron como botín, entre otras cosas, 50 cañones operativos. Tras ese desastre, en 1724 se inició el proyecto de ejecutar grandes diques en los que se pudieran construir hasta 8 navíos para la Armada, por considerar esos astilleros poco protegidos. En 1734 hubo un proyecto más ambicioso de tres diques destinados a barcos de guerra, pero las obras no pasaron de la cimintación. A partir de entonces los astilleros santoñeses se dedicaron sólo a los barcos de pesca y mercantes, volviendo a la que había sido su actividad tradicional.

#### Muelle-escollera del sur
En 1855 se presentó el proyecto para construir una escollera en la parte sur de Santoña (lo que se conoce como El Pasaje), que sirviera al mismo tiempo como muelle. El proyecto, que comprendía la construcción de rampas, escaleras y machinas para facilitar el atraque y carga y descarga de barcos de pesca y mercantes, se aprobó en 1862 y una Real Orden del 13 de febrero de ese mismo año dispuso que los costes corrieran a cargo del Ministerio de Guerra. El muelle-escollera recorrería el gran tramo sur, desde el fuerte de San Martín hasta el edificio de la cárcel (ubicado frente al actual puerto deportivo, en terrenos donde después se construirían edificios de fábricas y otros menesteres). En 1865 se terminaron las obras de relleno y escollera, aunque quedó un espacio sin rellenar entre la línea de costa y la escollera, espacio conocido como la charca o la maruca que años más tarde serviría como  secadero de redes; en el siglo XXI se destinó este lugar a pistas deportivas.

##### Negociaciones
En 1895 el Ayuntamiento de Santoña firmó un documento de permuta con los militares por el cual (además de otros asuntos) el muelle sur-escollera pasaba a ser propiedad municipal. Más tarde se vio el gran esfuerzo de mantenimiento que eso suponía y en 1907 el Ayuntamiento negoció con el Estado, cediéndole la escollera para que así costease parte de las obras realizadas y su mantenimiento. Por su parte el Ayuntamiento facilitaba la construcción del nuevo penal (El Dueso). El Estado se hizo cargo de los muelles, escollera, machina y mantenimiento de obras.

#### Dársenas del oeste

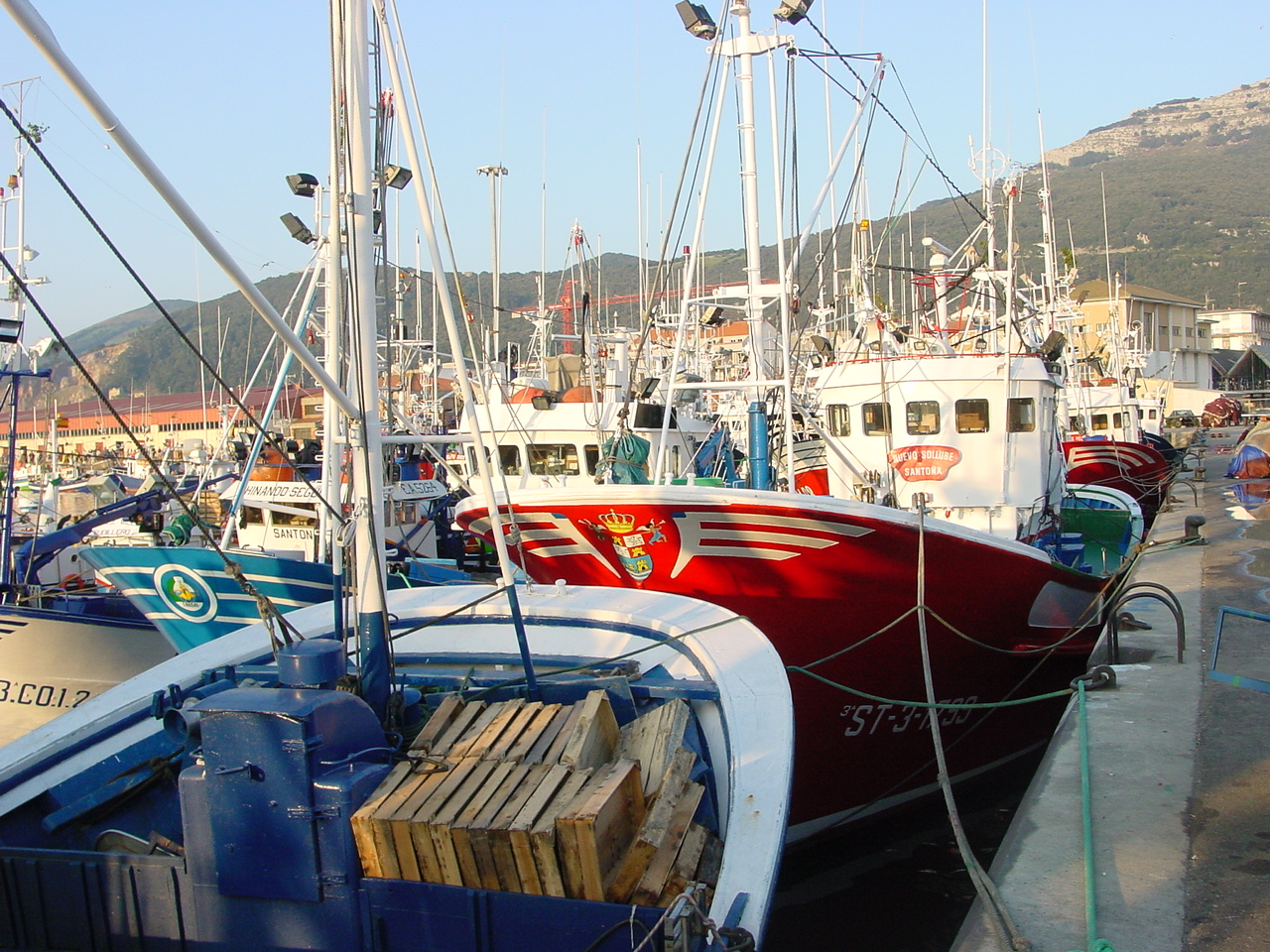
Muelle norte en 2002

El plan de obras para la construcción de las dársenas del oeste había sido aprobado en 1842. El proyecto comprendía una dársena cerrada, para uso de la marina de guerra, y otra abierta, que se destinaría a los barcos pesqueros y mercantes. Hasta 1867 no hubo ningún tipo de acuerdo o negociación para el comienzo de las obras. En ese año se resolvió que el Ministerio de Guerra aportaría el 50% del costo y el Ayuntamiento el otro 50% restante. De las dos dársenas proyectadas solo se construyó la destinada a embarcaciones civiles. Las obras se terminaron en 1870 y es lo que se conoció durante muchos años como muelle viejo.
Con el transcurso de los años y el aumento de la flota pesquera el muelle viejo se quedó pequeño y anticuado, razón por la cual el Ayuntamiento quiso ampliarlo y después construir uno nuevo. Hasta 1954 no se iniciaron las obras de la nueva dársena llamada muelle nuevo o norte. Además de la obra principal se llevaron a cabo otras secundarias muy necesarias, como fueron las rampas, escaleras de hierro, machinas, dragados y aguadas para suministro de agua a los vapores.

##### Las machinas

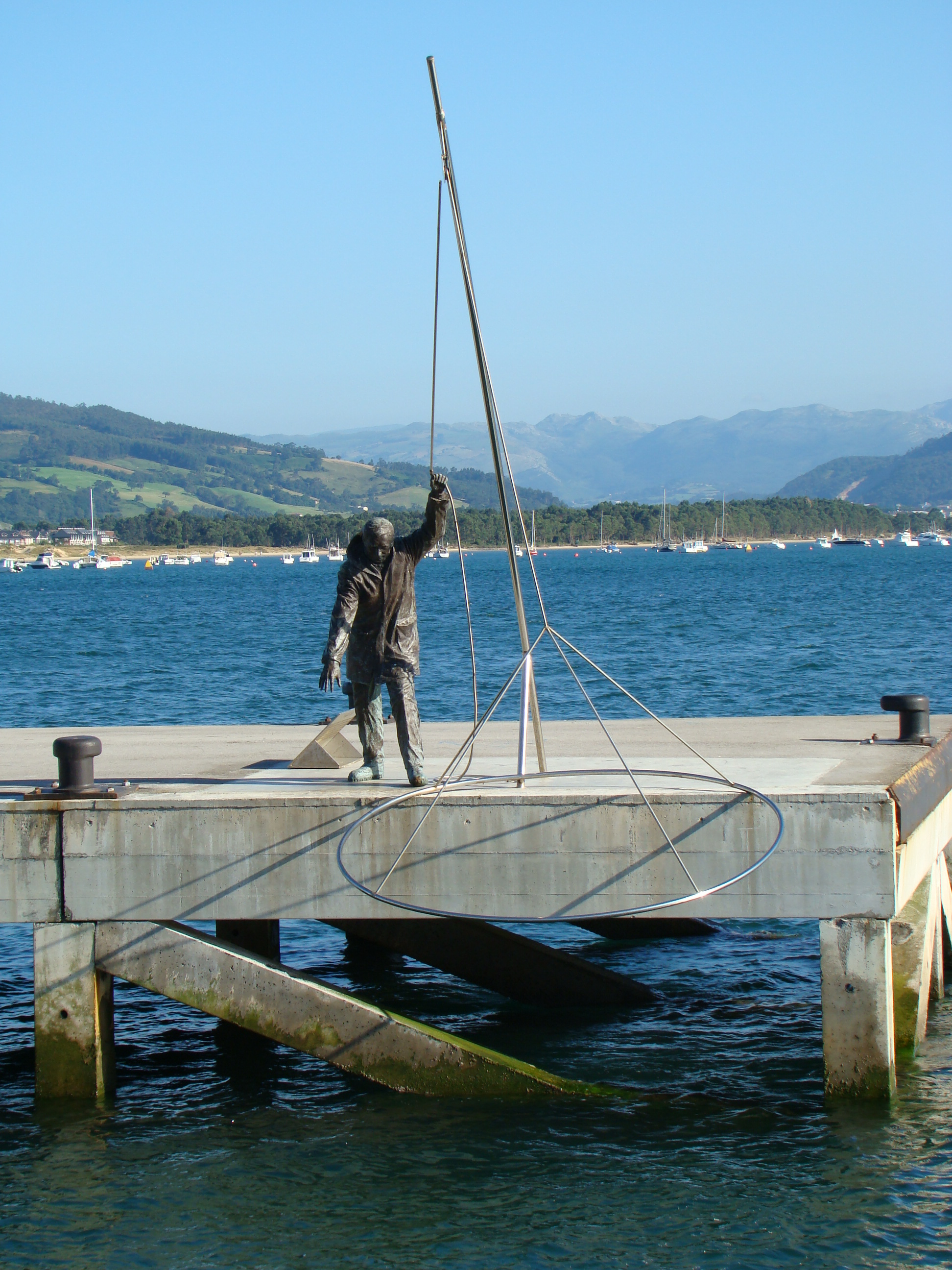
Pescador de sulas sobre la machina

La primera machina construida en 1902 en la escollera o muelle sur se hizo de madera y se situó frente a la actual calle de Rentería Reyes. En 1923 se construyó otra machina más cerca de la plaza de toros. En su momento supuso una gran ayuda para determinados barcos no muy grandes que amarraban en ella y realizaban labores de carga y descarga. Esta machina del Pasaje fue todo un símbolo para la ciudad. Con el tiempo se fue quedando pequeña y obsoleta y se fue arruinando su estructura. En el año 2006 fue demolida para construir en el mismo lugar otra más sólida, a imagen y semejanza, más como monumento al pasado que como algo práctico. En ella está situada la estatua del pescador de sulas (obra de José Cobo Calderón). En esta machina nueva puede verse alguna vez una embarcación cargando o descargando mercancía. Pero en realidad tanto esta machina como la anterior que se había quedado vieja para lo que mejor sirve es para el baño y los juegos de la chiquillería del pueblo que tradicionalmente la han venido utilizando a modo de trampolín.
Toda la infraestructura portuaria realizada en diversas etapas a expensas del Estado y su Ministerio de Guerra quedó como base importante y necesaria para el desarrollo final del puerto santoñés. Sin aquellas inversiones estatales, el Ayuntamiento nunca habría podido hacer frente a gastos tan elevados.

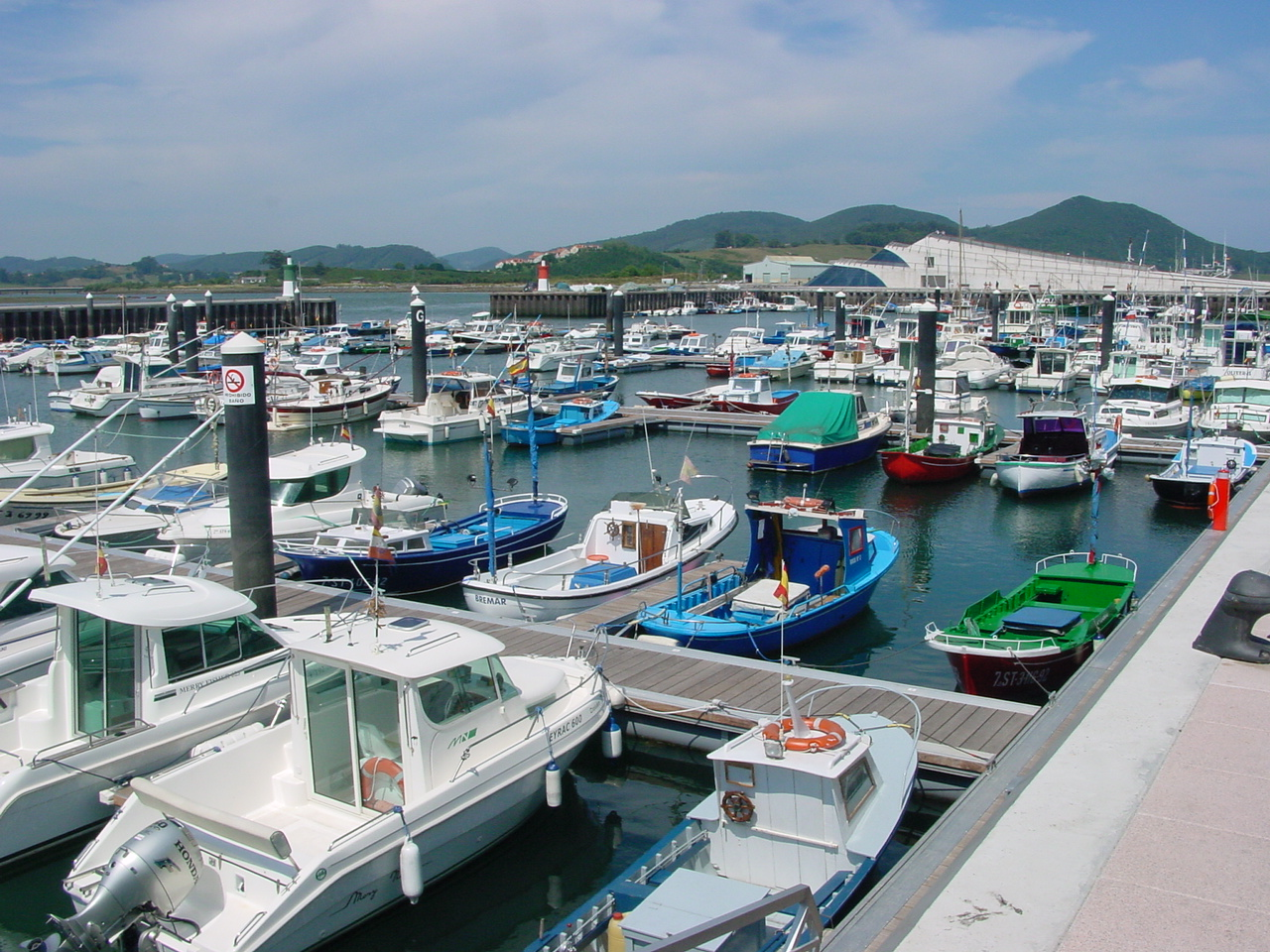
Puerto deportivo

A finales del siglo XX comenzaron las obras de reestructuración de un nuevo puerto más moderno y rentable. Se hicieron muchos cambios en el llamado puerto viejo que se dejó como espacio para el puerto deportivo y otros cambios en el muelle norte, que cobija las grandes embarcaciones de pesca y comercio. Se hicieron además obras de adecentamiento y se levantaron nuevos edificios necesarios para la vida portuaria.
En cuanto al muelle-escollera sur había dejado de usarse como astillero o punto de amarre desde hacía mucho. En su lugar existe la playa que comienza en San Martín limitada a todo lo largo por el Pasaje o paseo marítimo. A la altura del monumento de Juan de la Cosa está el embarcadero de la barcaza que hace el trayecto hasta Laredo y del barco turístico que hace el recorrido por la bahía.

## Patrimonio histórico-artístisco

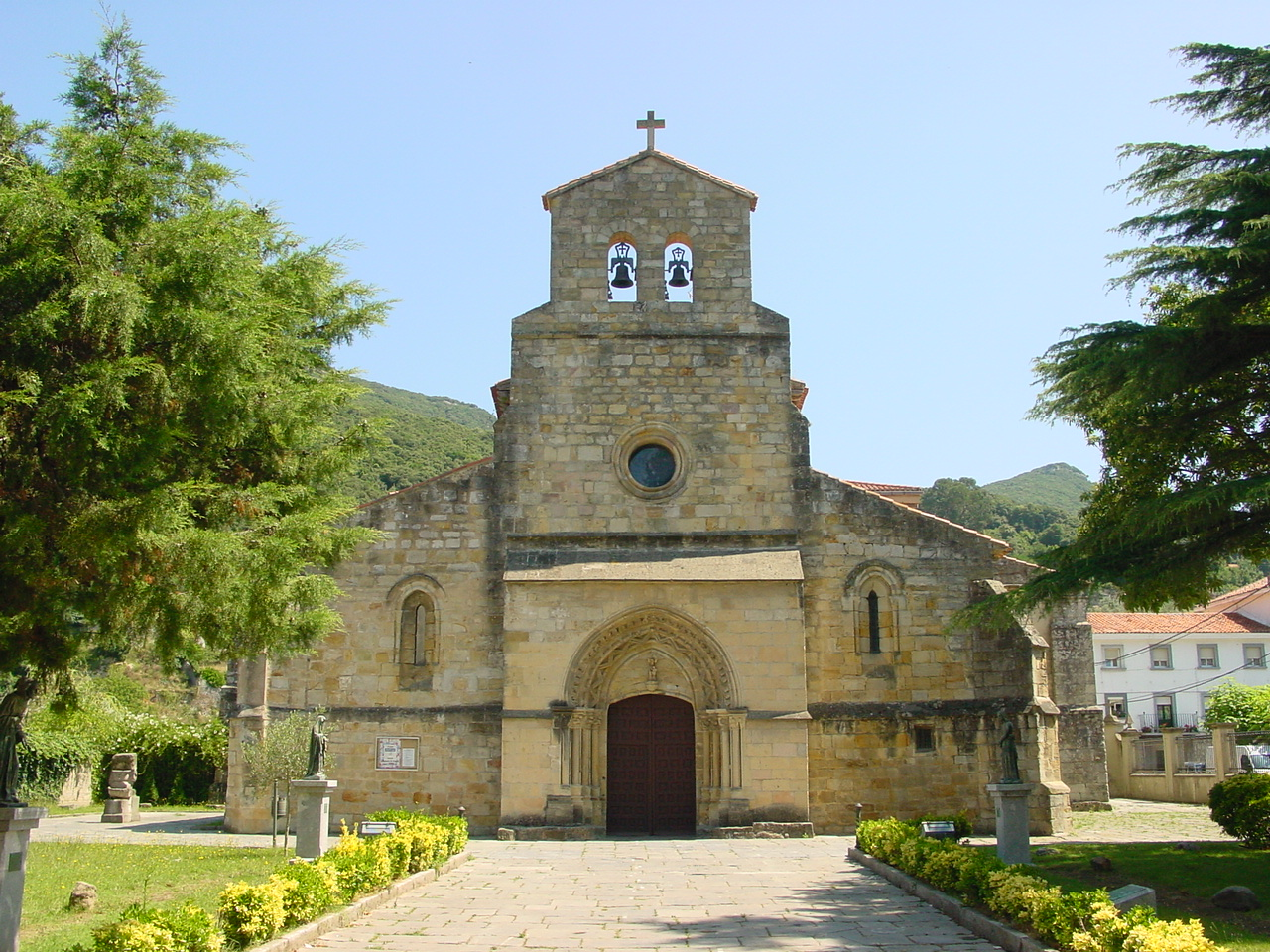
Iglesia de Santa María del Puerto

Hay en este municipio nueve bienes de interés cultural.

### Iglesia de Santa María de Puerto
La iglesia de Santa María de Puerto tiene categoría de monumento. Su origen se remonta a la primera mitad del siglo XIII. Fue uno de los primeros monasterios de Cantabria junto con el de San Vicente de Fístoles, en Esles de Cayón. Fue parte de un monasterio de benedictinos, probablemente erigido en el siglo VIII, en época de la repoblación de la zona. Su origen es legendario, puesto que se cuenta que la iglesia fue fundada por Santiago Apóstol, cuando estuvo en España en el año 37, con estatus de catedral y que consagró a Arcadio (que más tarde fue san Arcadio) como obispo. Después, en el siglo VIII es cuando los benedictinos fundarían el monasterio en el mismo lugar.
El monasterio tuvo un amplio dominio jurisdiccional hasta el siglo XVI. A partir del siglo XI dependió del gran monasterio de Nájera, por decisión del rey. Así se mantuvo hasta el siglo XIX en que desapareció con la desamortización de Mendizábal. La iglesia que subsiste de este monasterio fue declarada monumentos histórico-artístico (equivalente del actual Bien de Interés Cultural) en el año 1931 (publicado en la gaceta del 4 de junio de 1931) y publicado en el BOE de fecha de 7 de agosto del año 2002.

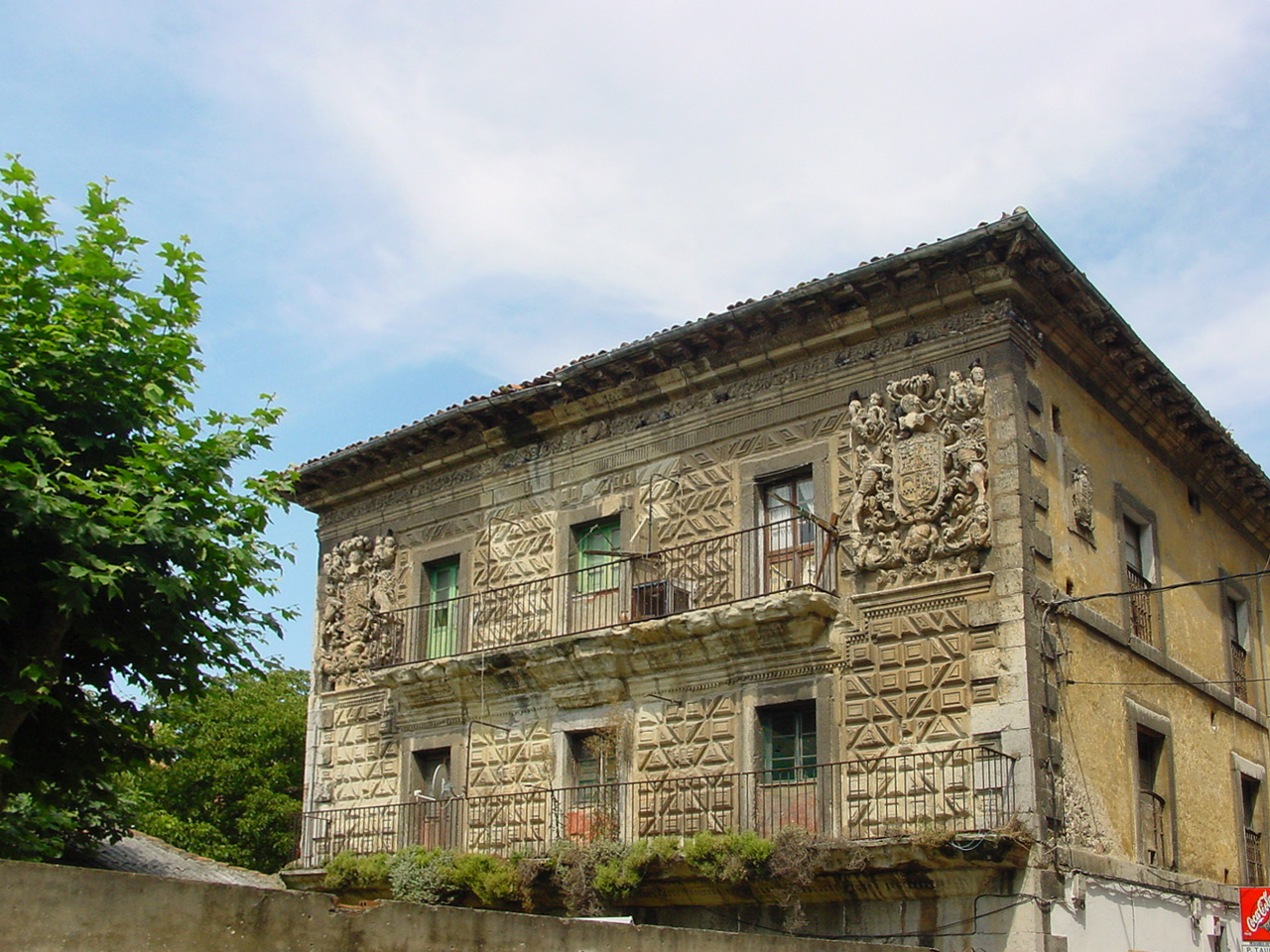
Palacio de Chiloeches

### Palacio de Chiloeches
Esta casona (conocida también como casa de Maeda) tiene categoría de monumento. Fue mandada construir por Antonio Ortiz de Santelices, marqués de Chiloeches, en los primeros años del siglo XVIII, en el barrio de La Cosa. A mediados del siglo XIX este edificio acogió el hospital militar hasta la guerra civil española, en que se habilitó como cárcel. El edificio tiene tres pisos con fachada almohadillada y balcones corridos de hierro. La adornan grandes escudos barrocos; la cornisa está labrada y el tejaroz se apoya sobre zapatas talladas.
En el año 1972 fue declarado Bien de Interés Cultural. Es de propiedad privada y se encuentra en estado ruinoso y abandonado.

### Los fuertes
El emplazamiento de la ciudad de Santoña se consideró desde antiguo privilegiado por su posición estratégica para impedir el acceso a la bahía. Sin embargo hubo que construir edificaciones militares para poder defender la plaza en momentos de invasión. En 1639, tras la declaración de guerra que hizo Francia a España, los franceses invadieron la costa al mando de Henri d'Escoubleau de Sourdis y, por ese motivo, años después (en 1689), se empezó a planificar un sistema defensivo que sustituyera las frágiles defensas anteriores, sistema que culminó con la construcción de los fuertes de San Martín y de San Carlos. Así la entrada a la bahía quedó bien protegida.
Pero el acceso por el norte, por la playa de Berria estaba totalmente desprotegido. En 1719 las tropas francesas entraron de nuevo por la parte del Brusco hacia la playa, internándose fácilmente a través del monte de Santoña. Fueron precisamente los mismos franceses quienes comenzaron la edificación de los fuertes en esa parte de la ciudad, durante su ocupación en la guerra de la Independencia. Se edificaron los fuertes llamados Mazo e Imperial o Napoleón. El fuerte llamado Imperial o Napoleón fue convertido en 1907 en las nuevas edificaciones para el actual penal llamado El Dueso, y el nombre de Napoleón pasó al otro fuerte, el que se llamaba Mazo.

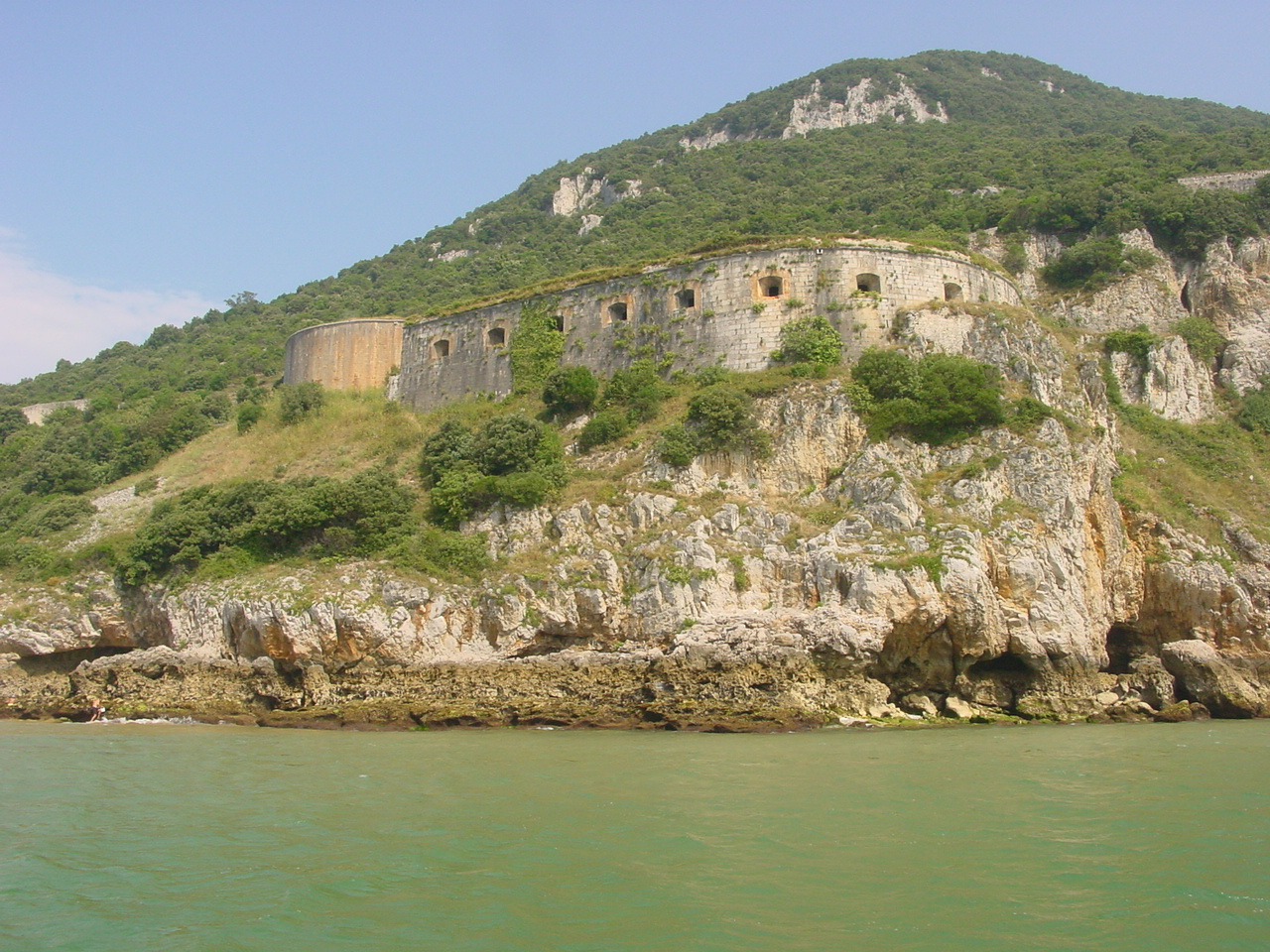
Fuerte de San Carlos a la entrada de la bahía.
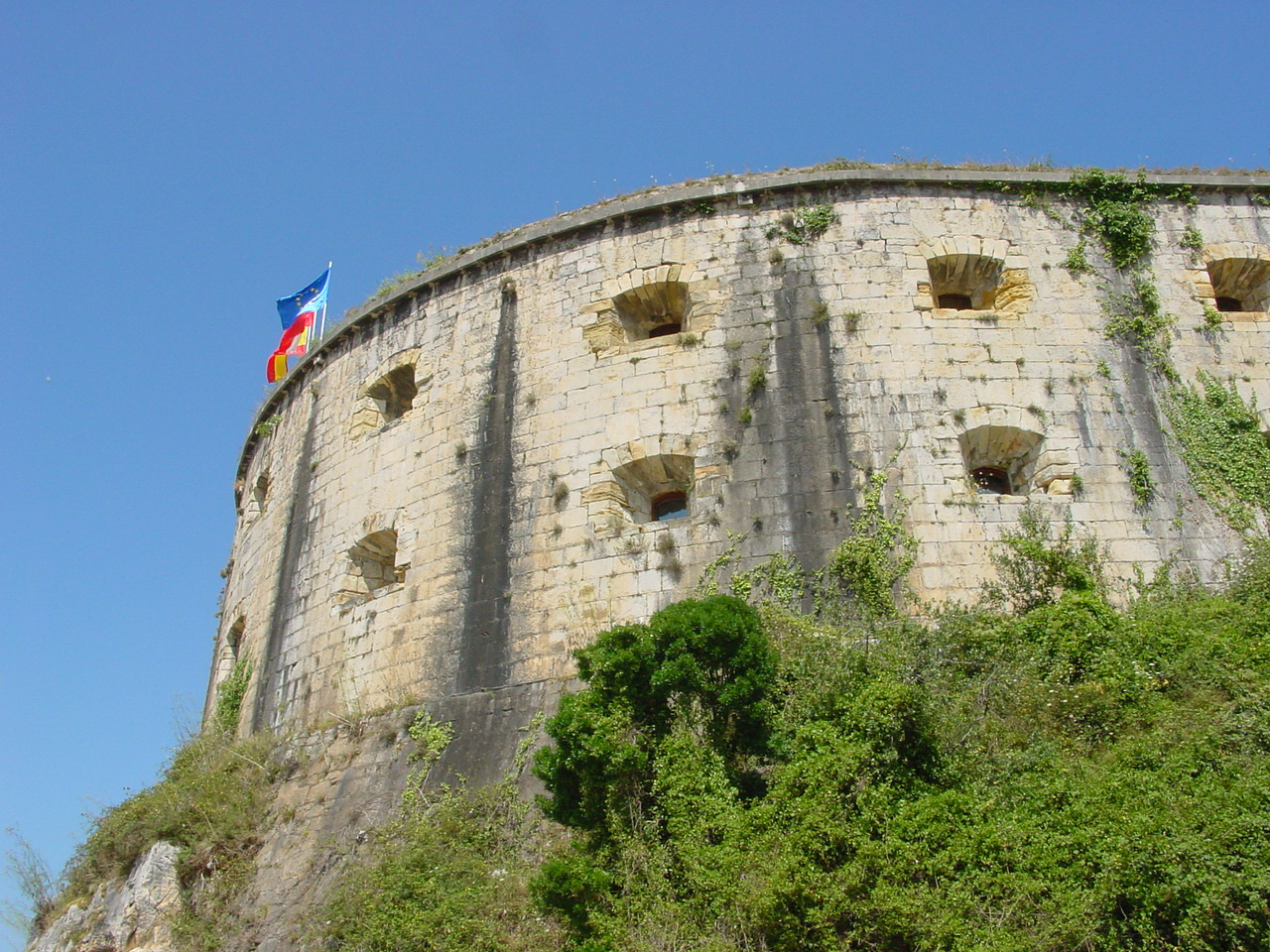
Fuerte de San Martín (siglo XVII).

Estas fortificaciones están protegidas por la ley del Patrimonio de Cantabria:
- Fuerte de Napoleón, monumento. Llamado anteriormente fuerte de Mazo. Se encuentra protegiendo la parte norte de la población. Es más pequeño que los de San Martín y de San Carlos. Su estructura es amurallada rectangular. Este fuerte nunca fue terminado.
- Fuerte de San Carlos, considerado como monumento histórico. Está situado en la falda del monte y suponía la primera barrera para la entrada a la bahía. Construido con sillares de piedra caliza.
- Fuerte de San Martín, considerado como monumento histórico. Fue la segunda barrera de fuego, en la falda del Buciero. El fuerte está construido con grandes sillares de piedra arenisca, por el frente sur, y de caliza, por el frente oeste. Durante la Guerra Civil y la posguerra, fue utilizado por el bando sublevado como campo de concentración y centro correccional de prisioneros desde, al menos, septiembre de 1937.[57] Es propiedad del Ayuntamiento de Santoña. Fue reconstruido y rehabilitado como Centro Cultural y sede de la Escuela-Taller de rehabilitación del Patrimonio.

### Casa palacio del marqués de Manzanedo y jardín

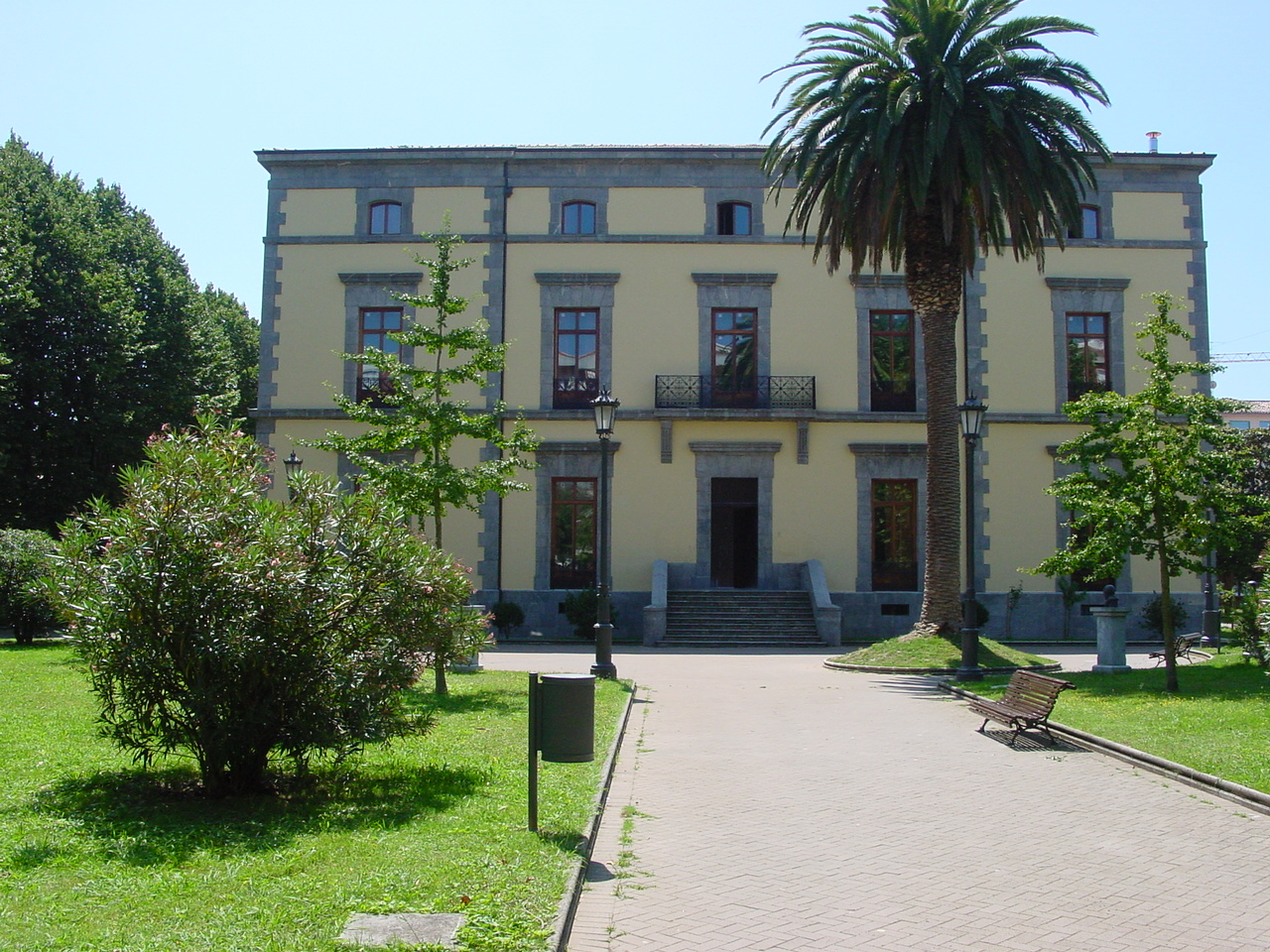
Palacio del Marqués de Manzanedo, fachada lateral. El arquitecto de la obra fue Antonio Ruiz de Salces

La casa palacio del marqués de Manzanedo y su jardín tiene categoría de monumento. La mandó construir en 1864 Juan Manuel de Manzanedo y González de la Teja, marqués de Manzanedo y duque de Santoña. El arquitecto y director de las obras fue Antonio Ruiz de Salces. Es de estilo neoclásico, y tiene dos pisos y desván. Las fachadas se presentan con grandes ventanales y un balcón en el segundo piso. La puerta de entrada es de medio punto. El edificio está habilitado para dependencias del Ayuntamiento y alberga la Oficina de Turismo y salas de exposiciones.

### Configuración urbana
A finales del siglo XIX Santoña ofrecía un aspecto de población anclada en el pasado, con calles y callejones estrechos, que a veces no tenían salida, plazuelas, casas humildes, etc. Lo más significativo del pueblo eran sus huertas, tanto las de las casas como las situadas en zonas especiales; casi todas las casas estaban rodeadas de una tapia que encerraba una huerta grande o pequeña. En esa huerta se cultivaba de todo pero en especial naranjos y limoneros.
Los barrios de Santoñuca, La Cosa, La Verde y El Cantal estaban formados por agrupaciones de casas sin estructura urbana; había algunas calles como Alfonso XII, Manzanedo, Ribera (que después pasó a llamarse Juan José Ruano), Santander cuyo trazado suponía ya una determinada configuración.
En 1842 se aprobó la Real Orden de modificación y ampliación de la trama urbana, elaborada por el Ministerio de la Guerra, que preveía un trazado ortogonal que habría de reemplazar paulatinamente a la trama urbana anterior. Aunque este proyecto sufrió muchas alteraciones en la práctica, sirvió de guía para encauzar todo el crecimiento urbano posterior hasta bien entrado el siglo XX.
A comienzos del siglo XX se prolongaron y abrieron nuevas calles, se derribaron y construyeron edificios, se mejoró el alumbrado, el alcantarillado y el abastecimiento de agua, se hicieron mejoras en las secciones de bomberos, Cruz Roja, limpieza pública y pompas fúnebres, estableciendo un servicio especial y concesión de sepulturas gratis a los vecinos pobres, a los soldados y a los presos. Fueron apareciendo plazas amplias y jardines. Hubo en esos años enajenaciones de terrenos, expropiaciones forzosas, permutas, etc. 

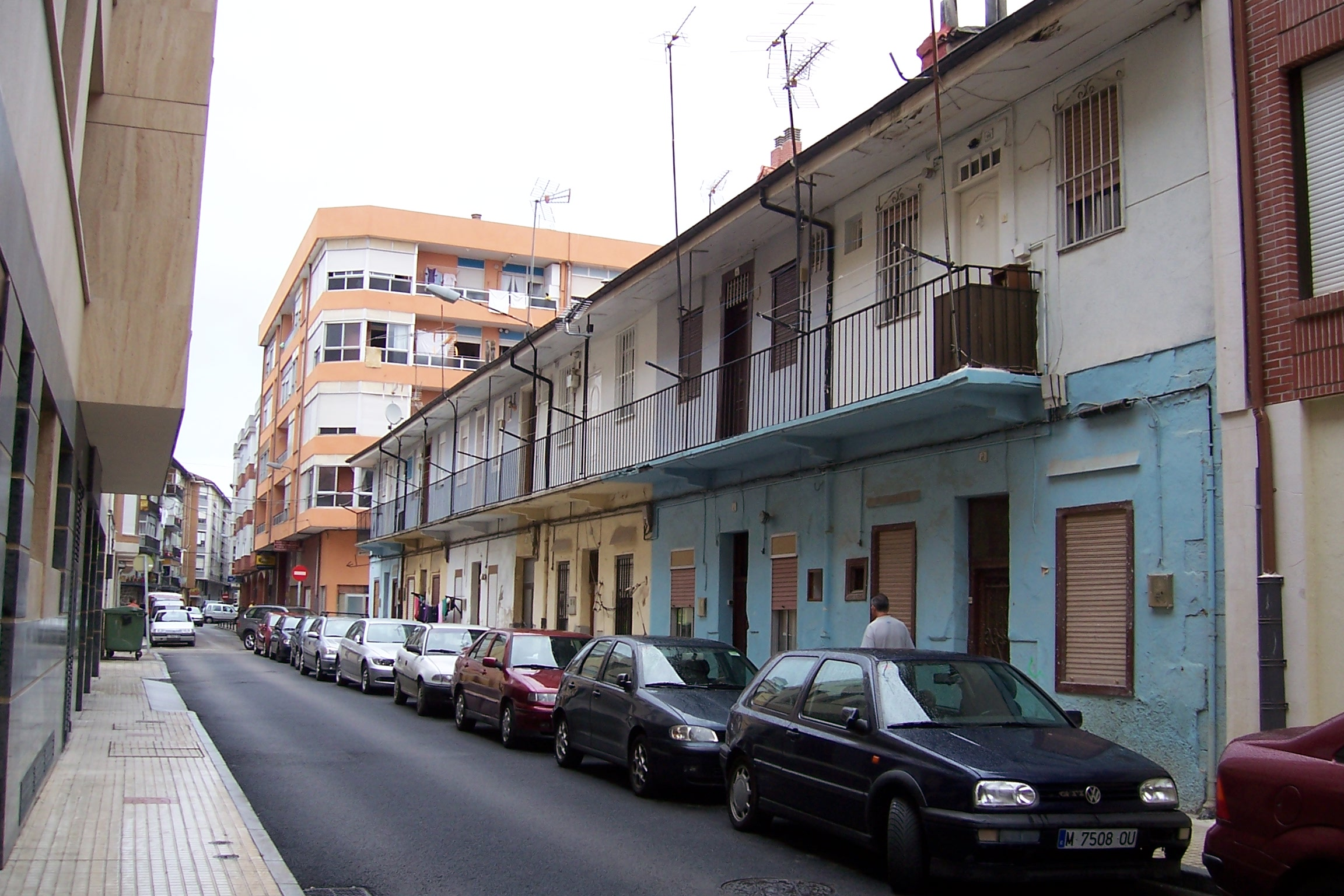
Casas correderas o de corredor

Se construyeron bloques de viviendas y casas de dos pisos, algunas ya derribadas y otras que se conservan, todas ellas ajustándose a las nuevas ordenanzas de luz, ventilación, cocina, chimenea y retrete. Hacia 1919 el Ayuntamiento construyó una serie de casas que fueron llamadas casas baratas y casas para pescadores. A este avance se unió la iniciativa privada como las asociaciones El Progreso y Unión Santoñesa, La Maruca, o la aportación del general Salinas Setién que, junto con su esposa Carmen Monjón, fue el promotor del llamado Corredor (o casas correderas) en la actual calle de Ortiz Otáñez. El Ayuntamiento en agradecimiento le dedicó en esa zona la calle de la Dársena que pasó a llamarse del General Salinas.
Las huertas llegaron intactas hasta la década de 1960 en que comenzó la verdadera urbanización. A lo largo de todo este siglo fue cambiando el aspecto de la ciudad, consolidando el trazado de sus calles y edificando viviendas y nuevas fábricas. Todo con el sacrificio de las huertas que fueron desapareciendo una a una para dar paso al nuevo urbanismo.

### Plaza de San Antonio
Está en el centro geográfico del pueblo y corresponde también al centro social, donde los santoñeses pasean o acuden a comercios, bancos y cafés. Se empezó a estructurar y configurar a partir del año 1880, bajo la dirección del arquitecto municipal Alfredo de Escalera. Se organizaron también los accesos de las calles a la plaza y se la fue dotando de mobiliario urbano. Todas las calles que desembocan en esta plaza son actualmente peatonales, al menos en un buen tramo.

### Penal de El Dueso

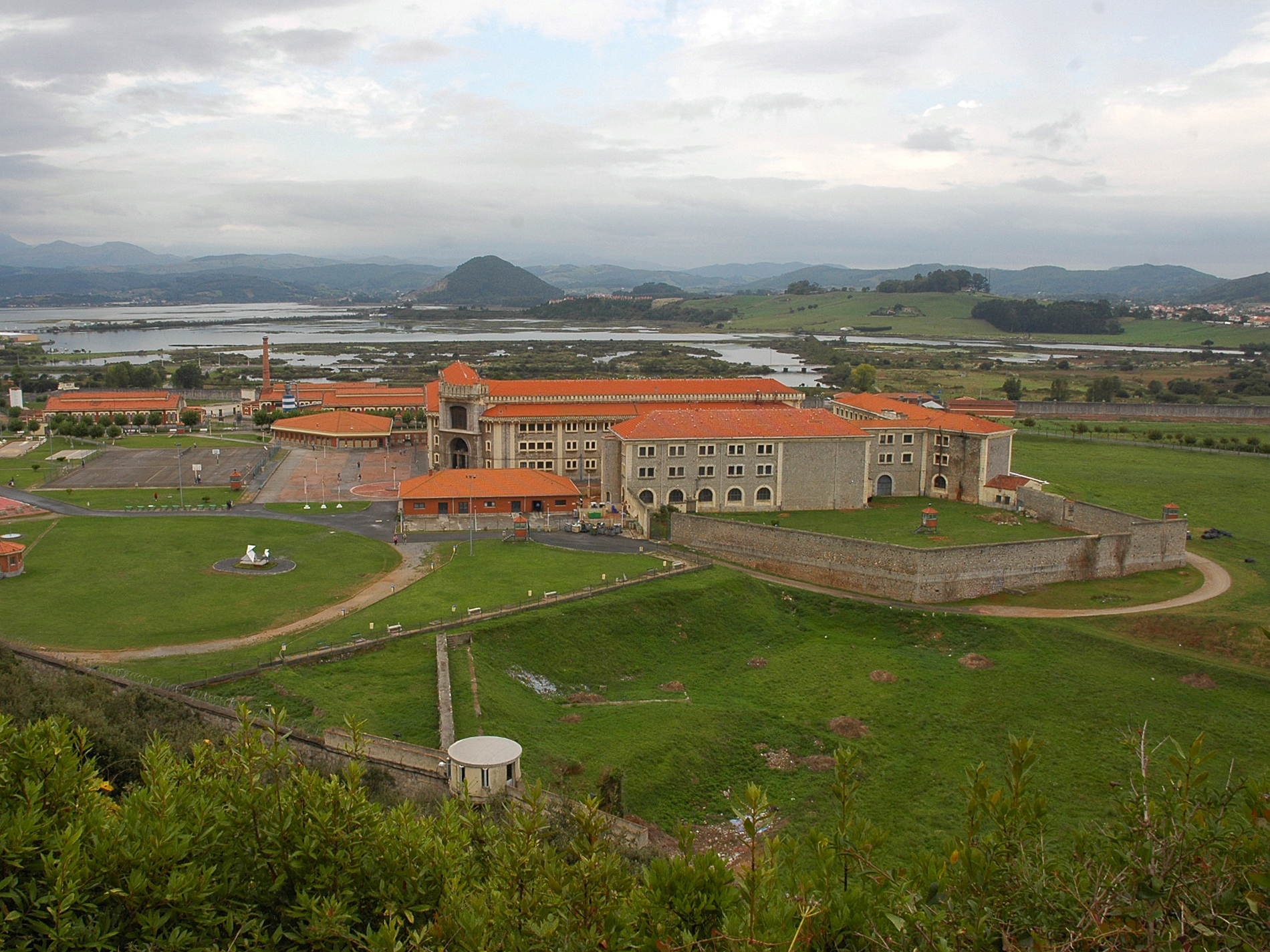
Vista del penal de El Dueso

El penal de El Dueso es un penal estatal ubicado en el terreno donde se hallaba a principios del siglo XIX el fuerte llamado Imperial o Napoleón. A principios del siglo XX estos terrenos pertenecían al Ministerio de la Guerra y eran conocidos como Fuerte y Plaza de Armas del Dueso (Dueso es un barrio o lugar del municipio de Santoña). La nueva construcción se llevó a cabo en 1907, levantando una serie de edificios que en principio acogerían a los penados de los presidios de África. Durante la Guerra Civil, y tras el pacto de Santoña (1937), muchos republicanos fueron internados en esta prisión (unos 5600).
Es un penal para presos comunes, siendo el único centro penitenciario de la comunidad autónoma y uno de los más importantes del norte de España.

### El cementerio católico

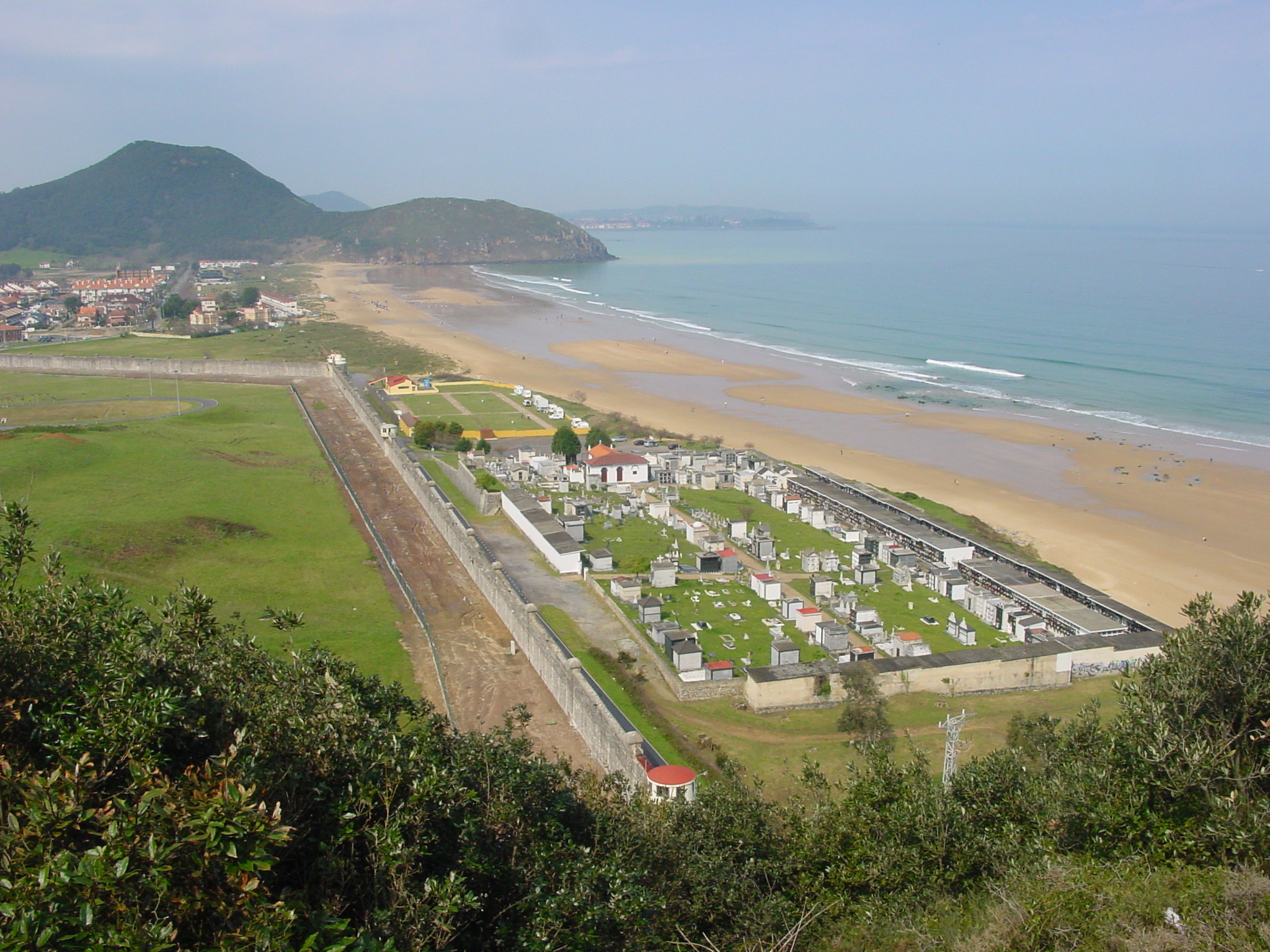
Vista del cementerio desde el monte

El cementerio primitivo se encontraba situado junto a la iglesia, lo habitual en todas las localidades españolas. En 1884 el Ayuntamiento solicitó a la Diputación un proyecto de edificación de un nuevo cementerio para la villa. Fue preciso ponerse de acuerdo y pagar indemnización a los Ministerios de Gobernación y de la Guerra así como a algunos particulares, propietarios de otros terrenos necesarios. El lugar designado por el Ayuntamiento se llamaba el Sondón, al este de la playa de Berria.
Las obras de este cementerio católico se terminaron en diciembre de 1890, siendo el señor Mayans la primera persona enterrada. En años posteriores, el cementerio se fue ampliando con otras construcciones: capilla, depósito de cadáveres, puertas, camino de acceso, etc. A partir de 1920 se fueron realizando más obras de mejoras y ampliación. Se aprovecharon las verjas de hierro de la puerta del matadero para colocarlas como puerta de acceso al cementerio. Se construyó también a su lado el cementerio civil, con entrada independiente.

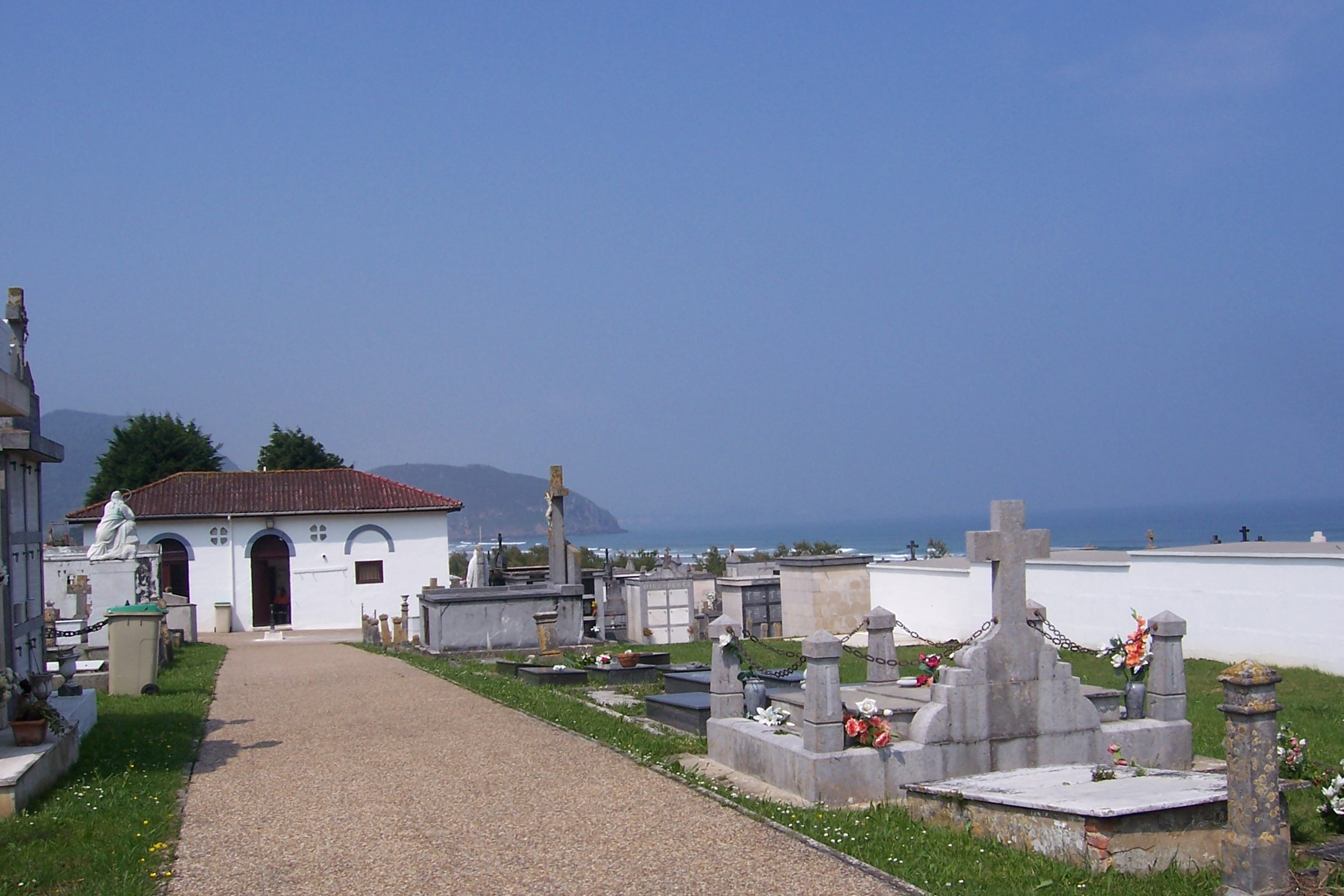
Detalle del interior del cementerio católico
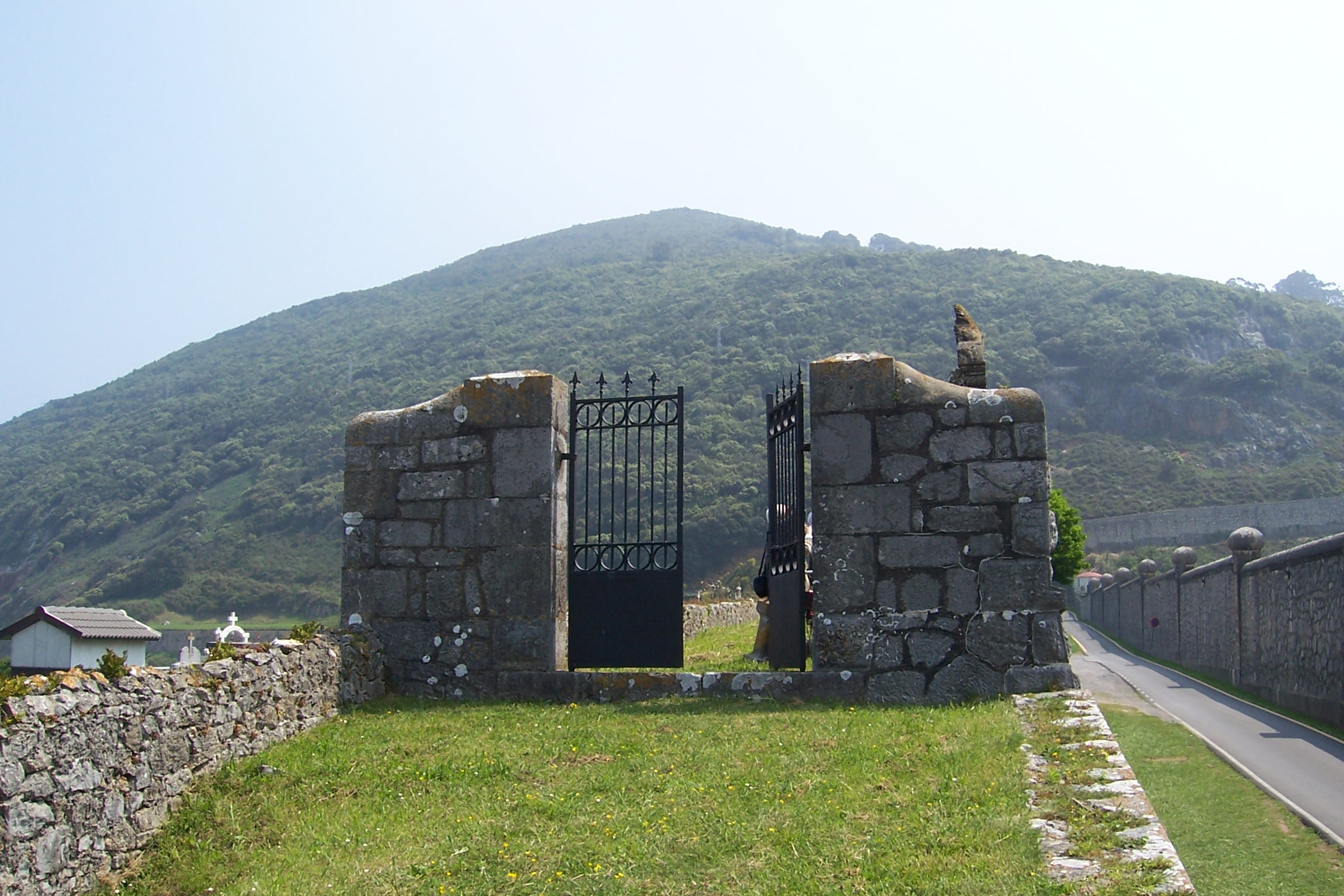
Entrada al cementerio civil, junto al católico
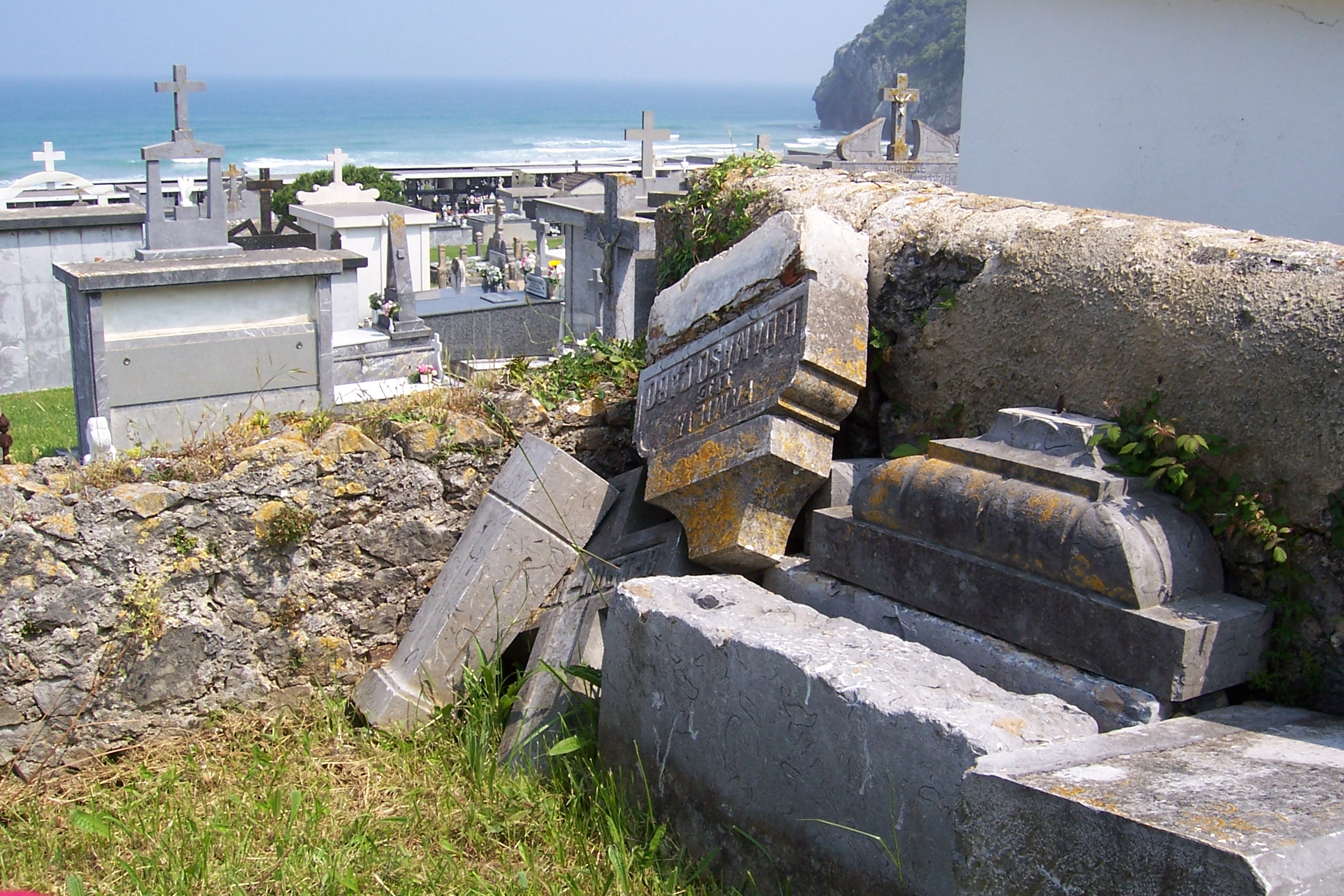
Cementerio civil; enterramientos abandonados

### Plaza de abastos

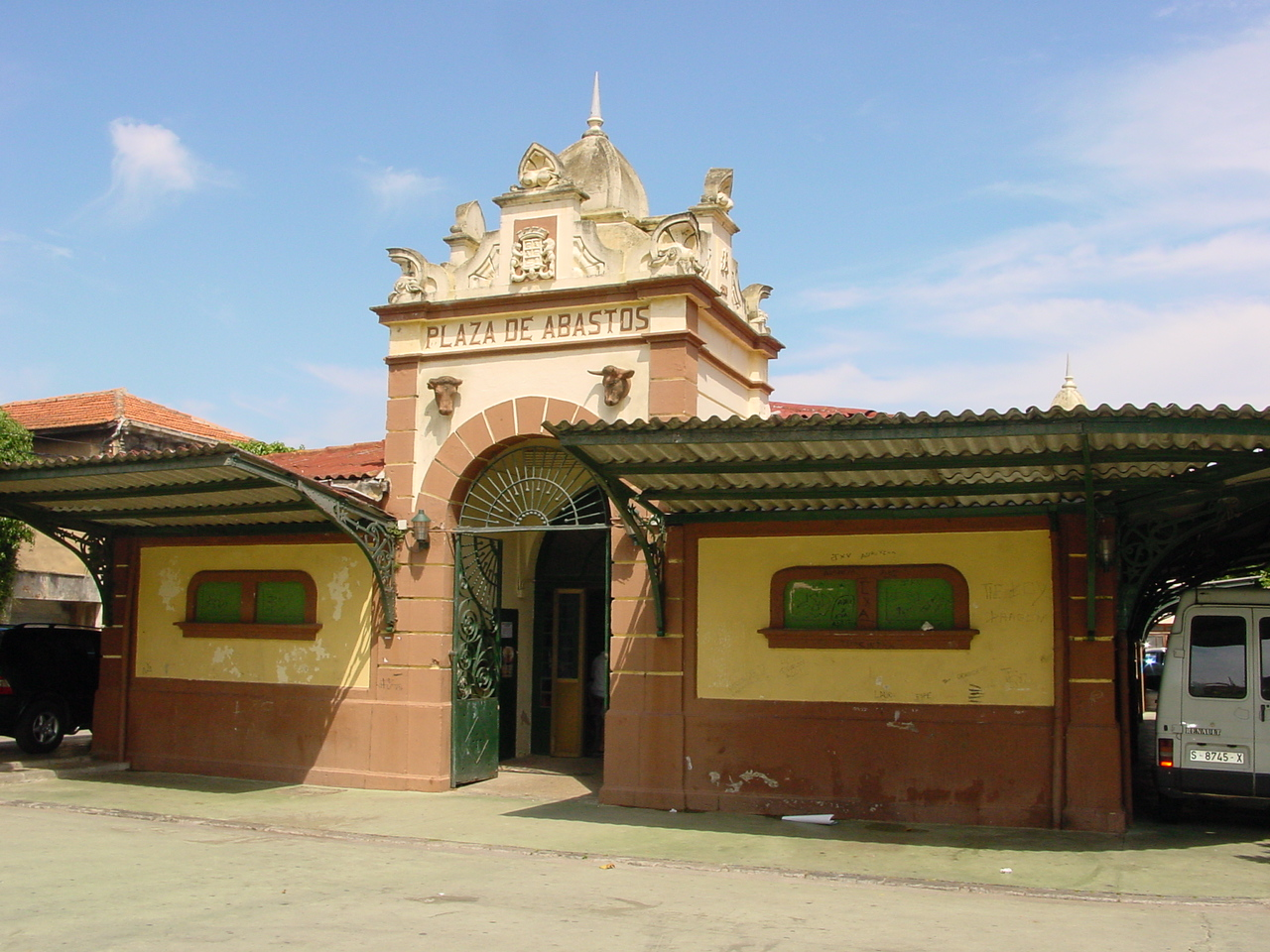
Plaza de abastos

En 1903 se había desmontado en Santander el mercado de Atarazanas. Años más tarde, el Ayuntamiento de Santoña propuso la compra de los materiales desmontados para organizar un mercado estable ya que se venían haciendo las ventas en la plaza de la villa, cada domingo, alquilando el propio Ayuntamiento a los vendedores unos bancos de madera donde depositar la mercancía. En 1908 los materiales fueron trasladados por mar desde Santander y se depositaron en la plaza de toros a la espera de ser colocados en su lugar definitivo. El lugar definitivo fue la llamada plaza de San Felipe (hoy plaza de Mola). Las obras de adaptación se terminaron en 1912 y el reloj y la campana se colocaron en 1913.
Alrededor del edificio fueron apareciendo los puestos de los aldeanos y lugareños que cada sábado vendían su mercancía de hortalizas, costumbre ésta que aún perdura.

### Teatro Casino Liceo

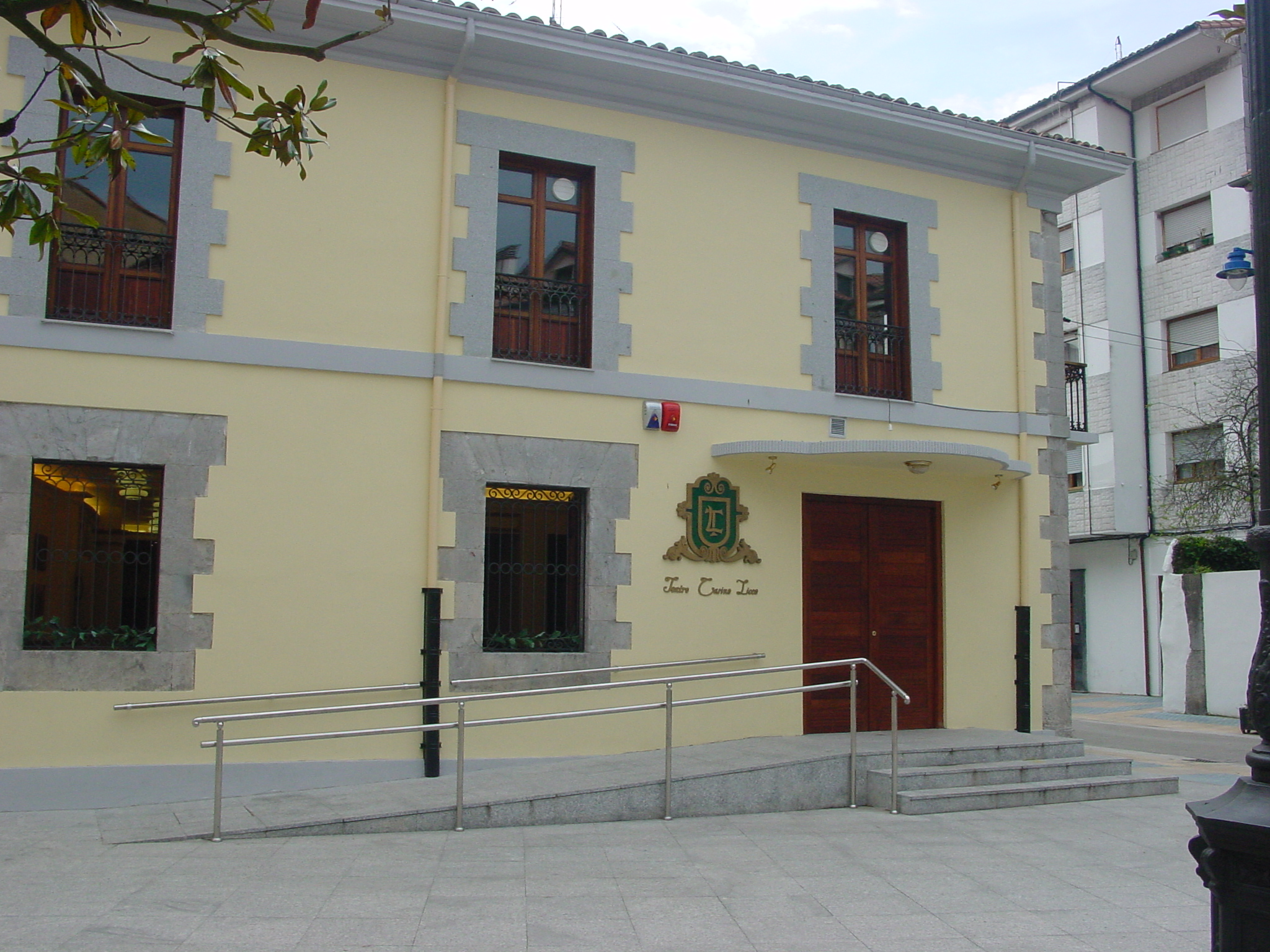
Fachada restaurada del edificio antiguo del Teatro Casino Liceo

En 1850 se creó una asociación llamada Sociedad Casino Liceo. En 1862 dicha Sociedad compró unos terrenos para poder edificar un edificio que sirviera para las actividades del Casino Liceo. En este edificio tuvo cabida también un teatro que desde sus inicios tuvo mucho éxito entre los santoñeses. Fue entonces cuando cambió el nombre a Teatro Casino Liceo. En el Casino se organizaban también bailes, carnavales y las fiestas patronales. En 1908 comenzaron las sesiones de cine que continuaron paralelamente con las representaciones teatrales hasta la década de 1980 en que comenzó la decadencia, hasta el punto que no se abrían ya sus puertas salvo para algunos bailes de sociedad. La decadencia del inmueble (que cerró definitivamente las puertas) fue haciéndose patente hasta que en los primeros años del siglo XXI el Ayuntamiento firmó un acuerdo con la Sociedad para hacerse cargo del Teatro Casino por un plazo de 30 años y realizó su restauración y rehabilitación que consistió en ampliación moderna del edificio y consolidación del viejo respetando su estructura. La sala de cine volvió a abrirse al público, se reanudaron las representaciones teatrales y se diseñó una plataforma que sustituyera las butacas de patio en caso de necesidad para bailes y otros eventos. También se acondicionó para personas discapacitadas.

### Monumento a Juan de la Cosa

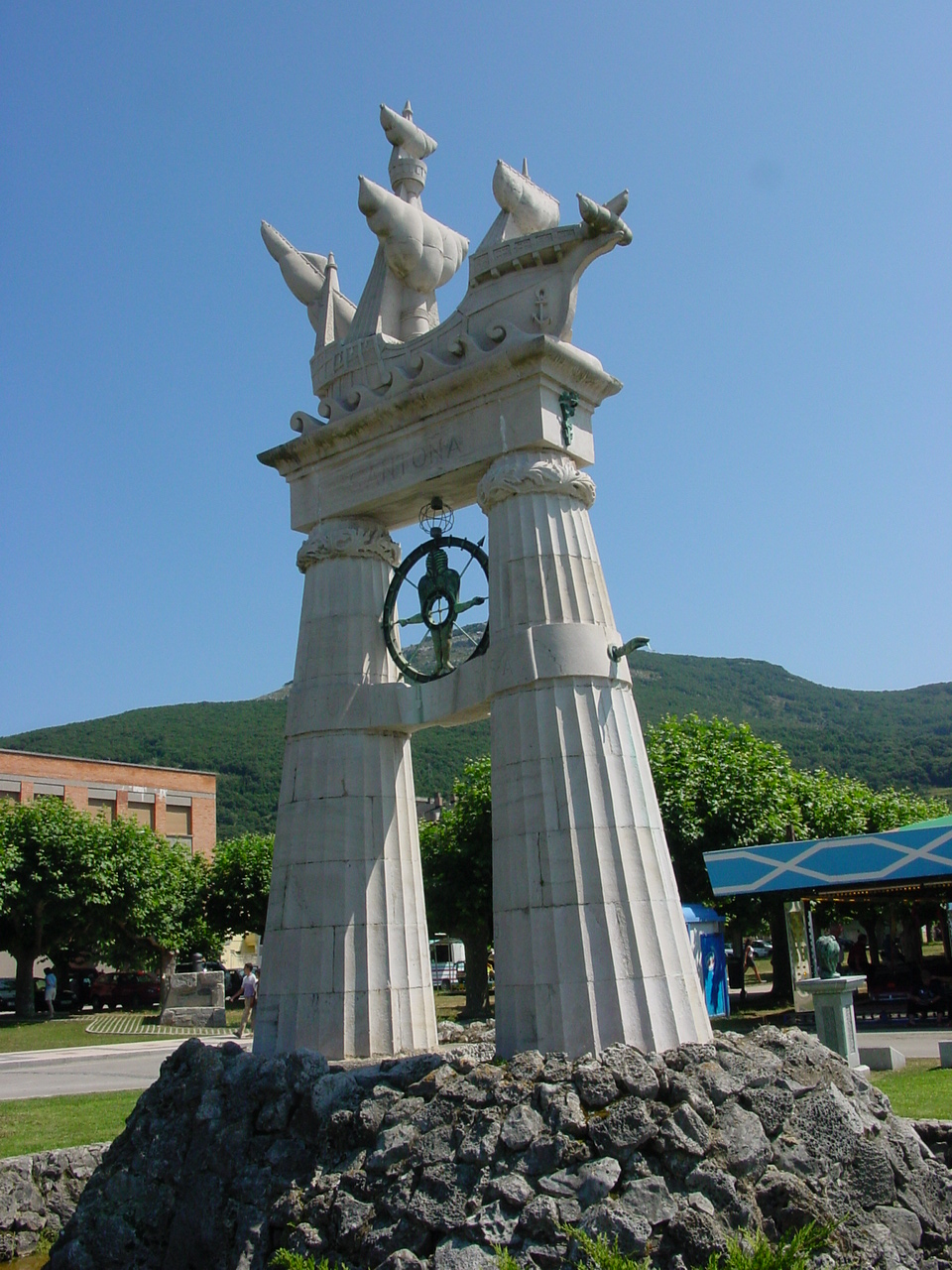
Monumento a Juan de la Cosa

Erigido en recuerdo de Juan de la Cosa, nacido en Santoña, navegante y cartógrafo del siglo XV, conocido por haber dibujado el primer mapa del mundo que mostraba los territorios descubiertos en América durante el siglo XV. Se encuentra en el paseo Marítimo, conocido como el Pasaje. Fue construido en el año 1949 por el arquitecto Hernández Morales. Está compuesto por dos grandes columnas dóricas que simbolizan las columnas de Hércules y donde pueden verse los emblemas de los Reyes Católicos. Sobre las columnas se alza una carabela, la Santa María, cuyo armador fue el mismo Juan de la Cosa.

### Monumento a Luis Carrero Blanco

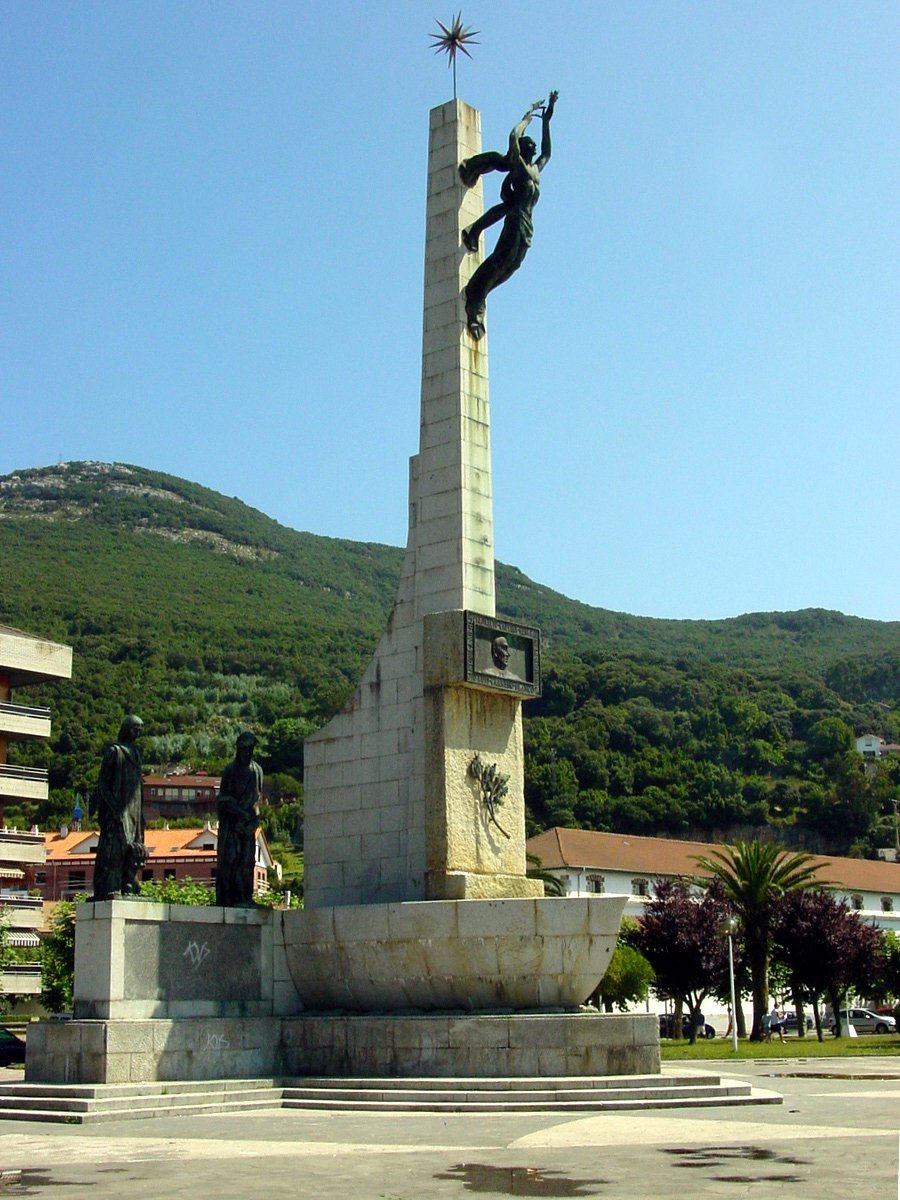
Monumento a Carrero Blanco

Este monumento lo mandó erigir el Ayuntamiento de Santoña en 1976. Está dedicado a Luis Carrero Blanco, que nació en Santoña en 1904; fue presidente del Gobierno español en el franquismo y murió como consecuencia de un atentado terrorista en 1973 por parte de ETA, en la ciudad de Madrid. El escultor fue Juan de Ávalos.
Es un monolito de piedra y tiene un ángel de bronce en la parte frontal que mira al mar. En el monolito, por debajo del ángel, hay una placa conmemorativa con un bajorrelieve del almirante Carrero Blanco. Está levantado sobre doble basa; en la primera descansa una media nave, también de piedra; y sobre la segunda basa se encuentran unas figuras en bronce que representan las cuatro virtudes cardinales (Prudencia, Justicia, Fortaleza y Templanza).
El monumento no fue inaugurado oficialmente hasta el año 1996, siendo alcalde Maxi Valle (PSC-PSOE).

### Plaza de toros
La plaza de toros de Santoña fue inaugurada el 7 de septiembre de 1907, fecha en la que anualmente se celebra la procesión marítima en honor a la Virgen de Puerto, patrona de la villa. Se lidiaron toros del hierro sevillano de Eduardo Olea, para Antonio Guerrero "Guerrelito", Castor Ibarra "Cocherito de Bilbao" y Luciano Bilbao "Lunares".
Está edificada con los sillares de piedra caliza y baluartes que configuraban la muralla que protegía a la villa frente a las entradas marítimas. El arquitecto fue Mario Camiño y el encargado de la obra fue Leoncio Alonso.

### La muralla
Hacia el año 1861 se consideró oportuna la construcción de una muralla en la ciudad; en 1895, la obra se declaró  como inútil. El proyecto inicial era que, partiendo del fuerte de San Martín, recorriera todo el lado sur, siguiera por el lado oeste hasta rematar (a lo largo del lado norte), en la batería de la Cueva, situada en el extremo este de la playa de Berria. De todo este recorrido sólo llegó a levantarse un único kilómetro a todo lo largo del Pasaje, más dos baluartes y los cimientos de un tercero. Uno de estos baluartes, el central, estaba en el lugar que después ocuparía el monumento a Carrero Blanco y el otro más, hacia el oeste, donde se levantó el parque infantil, cerca del monumento a Juan de la Cosa. Este baluarte tomó el nombre de Isabel II, porque allí se encontraba una batería conocida con esa denominación. Los dos baluartes tenían puertas orientadas al oeste. La puerta del baluarte de Isabel II se llamaba puerta de Santa Isabel; sus sillares sirvieron más tarde para construir la entrada de sombra de la plaza de toros. Los cimientos del tercer baluarte sirvieron como arranque para construir encima la plaza taurina.
En vista de la inutilidad de la muralla y de los gastos que acarreaba su construcción, el Ayuntamiento decidió el cese de las obras. Para recuperar en parte los gastos, el pleno municipal aprobó la venta del material de piedra, cuyas condiciones fueron fijadas por la comisión de Fomento. Además, el Ayuntamiento empleó parte de la piedra para la construcción de la escollera, para edificar la plaza de toros (1903-1907) y para ampliar algunas calles como González Ahedo, en este caso con escombros. Por otro lado cedió mucho material (piedra y escombros) a Obras Públicas de la provincia que se encargaría del arreglo del muelle-escollera y del relleno de la Maruca.
Muchos particulares compraron piedra del desmonte de la muralla, como el salazonero Giovanni Vella, que empleó los sillares adquiridos para los muros de la fábrica de la empresa Parodi.

## Demografía
Santoña cuenta con una población de 10 944 habitantes (INE 2024).
| Gráfica de evolución demográfica de Santoña entre 1842 y 2021                                                       |
| |
| Población de derecho según los censos de población del INE Población de hecho según los censos de población del INE |

## Administración y política
Jesús Gullart (Santoñeses) es el actual alcalde del municipio desde 2023. 
| Periodo   | Nombre                           | Partido | Partido                                  |
| --------- | -------------------------------- | ------- | ---------------------------------------- |
| 2003-2011 | María del Puerto Gallego Arriola |         | Partido Socialista Obrero Español (PSOE) |
| 2011-2015 | Milagros Rozadilla               |         | Partido Popular (PP)                     |
| 2015-2023 | Sergio Abascal Azofra            |         | Partido Socialista Obrero Español (PSOE) |
| 2023-act. | Jesús Gullart                    |         | Santoñeses                               |

| Partido político                         | 2023  | 2023  | 2023       | 2019  | 2019  | 2019       | 2015  | 2015  | 2015       | 2011  | 2011  | 2011       | 2007  | 2007  | 2007       | 2003  | 2003  | 2003       |
| Partido político                         | Votos | %     | Concejales | Votos | %     | Concejales | Votos | %     | Concejales | Votos | %     | Concejales | Votos | %     | Concejales | Votos | %     | Concejales |
| Santoñeses                               | 1915  | 31,07 | 6          | 1087  | 17,78 | 3          | 440   | 7,01  | 1          | —     | —     | —          | —     | —     | —          | —     | —     | —          |
| Partido Socialista Obrero Español (PSOE) | 1503  | 24,38 | 4          | 2035  | 33,28 | 7          | 2144  | 34,15 | 7          | 2300  | 34,48 | 6          | 3295  | 48,34 | 9          | 3270  | 45,21 | 9          |
| Partido Popular (PP)                     | 1454  | 23,59 | 4          | 1647  | 26,93 | 5          | 2007  | 31,97 | 6          | 2585  | 38,75 | 7          | 2183  | 32,02 | 6          | 2316  | 32,02 | 6          |
| Vox                                      | 612   | 9,93  | 2          | —     | —     | —          | —     | —     | —          | —     | —     | —          | —     | —     | —          | —     | —     | —          |
| Partido Regionalista de Cantabria (PRC)  | 431   | 6,99  | 1          | 834   | 13,46 | 2          | 601   | 9,57  | 2          | 469   | 7,03  | 1          | 688   | 10,11 | 1          | 793   | 10,96 | 2          |
| Activa Santoña                           | —     | —     | —          | 237   | 3,88  | 0          | 456   | 7,26  | 1          | —     | —     | —          | —     | —     | —          | —     | —     | —          |
| Movimiento Falangista de España (MFE)    | —     | —     | —          | —     | —     | —          | 187   | 2,98  | 0          | 409   | 6,13  | 1          | 505   | 7,42  | 1          | 332   | 4,59  | 0          |
| Unión Progreso y Democracia (UPyD)       | —     | —     | —          | —     | —     | —          | —     | —     | —          | 807   | 12,1  | 2          | —     | —     | —          | —     | —     | —          |

## Cultura

### Fiestas
En el municipio se celebran los siguientes festejos:
- Carnaval de Santoña: es la celebración más destacada del municipio, y una de las más importantes de la comunidad autónoma. Tras el año 1934 dejó de organizarse, pero se recuperó en 1981. Este carnaval está declarado Fiesta de Interés Turístico.[71] El Carnaval marinero de Santoña se celebra el 24 de febrero. Popularmente llamados «los carnavales del norte», este carnaval, cuenta con la participación de buena parte de vecinos disfrazados de peces. El momento cumbre es el «Juicio en el fondo del mar», en el que se juzga al besugo por el secuestro de una sirena antes del último acto, «La quema del besugo». El juicio se lleva a cabo en la plaza de San Antonio. Allí es conducida una figura con forma de besugo, escoltada por varias personas disfrazadas de distintas especies de peces, que luego prestarán declaración durante el juicio en calidad de testigos. En la plaza le aguarda una corte de letrados, jueces y fiscales dispuestos a celebrar la vista del caso. El juicio es presidido por Neptuno que, tras oír las declaraciones de los testigos, absuelve al besugo. Sin embargo, el besugo, rey simbólico del carnaval, al verse rechazado por la sirena, muere de amor, procediéndose a su quema en la bahía.[72]

- Virgen del Puerto: la fiesta en honor a la patrona se celebra el día 7 de septiembre al 11 de septiembre. Se compone de una procesión marítima, una corrida de toros, desfile de carrozas humorísticas, entre otras actividades.[72]
- Nuestra Señora de la Merced: la fiesta se celebra el 24 de septiembre, y se organiza en torno al centro penitenciario El Dueso, por lo que cuenta con la participación de reclusos.
- La cabalgata de Reyes: es una de las más veteranas de la comunidad autónoma, organizada desde hace más de medio siglo.
- Nuestra Señora de la Soledad: en el Barrio Piedrahíta, se celebra el fin de semana siguiente a la Fiesta de la Bien Aparecida (15 de septiembre). Entre otras actividades, el sábado por la mañana se celebra una "Alubiada-Concurso".

## Personas destacadas

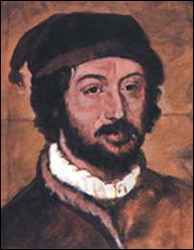
Juan de la Cosa nació en Santoña, y fue un destacado cartógrafo

### Deporte
- Santoña CF
- CD Virgen del Puerto
- SD Santoña CR
- Clásica de Santoña
- Club Pugilístico de Santoña
- Club Boxing Santoña

## Ciudades hermanadas
- Lons, Francia
- Palos de la Frontera, España
- El Puerto de Santa María, España